# Lista över avsnitt av Smallville
Detta är en avsnittsguide till TV-serien Smallville.

## Säsong 1
| Nr | Nr  | Titel           | Regi                                 | Manus                                      | Sändningsdatum   | Produktionskod |
| --- | --- | --------------- | ------------------------------------ | ------------------------------------------ | ---------------- | -------------- |
| 1 | 101 | "Pilot"         | David Nutter                         | Alfred Gough & Miles Millar                | 16 oktober 2001  | 475165         |
| Det första avsnittet berättar om meteorregnet som träffar byn Smallville och förändrar livet i Kansas-byn för alltid. Clark Kent upptäcker att han är en utomjording och träffar för första gången Lex Luthor och en rad människor som blivit mutanter av de gröna stenarna som föll ner i Smallville tillsammans med Clark Kent. |     |                 |                                      |                                            |                  |                |
| 2 | 102 | "Metamorphosis" | Michael W. Watkins & Philip Sgriccia | Alfred Gough& Miles Millar                 | 23 oktober 2001  | 227601         |
| Greg Arkin har en passion för insekter och Lana Lang. När meteorinfekterade insekter översvämmar honom, får han en insekts karaktär. Clark vaknar upp av att han flyter ovanför sin säng. Lex försöker hjälpa Clark att få Lana genom att ge honom Lanas halsband. Clark upptäcker att han kan skydda sig från kryptoniten med bly. |     |                 |                                      |                                            |                  |                |
| 3 | 103 | "Hothead"       | Greg Beeman                          | Greg Walker                                | 30 oktober 2001  | 227603         |
| Eld, utmaning och familjedyrbarheter... Walt Arnold, skolans fotbollstränare, använder kryptonitstenar i sin bastu och får förmågan att få saker att börja brinna. Clarks önskan att vara "normal" leder till beslutet att gå med i skolans fotbollslag, mot sin fars önskan. Tränaren blir väldigt farlig när han använder sina krafter till sin egen fördel. Hans fusk blir avslöjat innan den första matchen och Clark måste fightas med honom för att rädda Jonathan och sin vän Chloe Sullivan, skoltidningens reporter. |     |                 |                                      |                                            |                  |                |
| 4 | 104 | "X-ray"         | James Frawley                        | Mark Verheiden                             | 6 november 2001  | 227604         |
| Clark utvecklar en ny förmåga, sin röntgenblick, men han stöter på problem med att kontrollera den. Efterhand använder han den för att hjälpa andra i fara. Tina Greer, en meteorsmittad tonåring som kan förvandla sig till vem hon vill, rånar Smallvilles bank samtidigt som hon låtsas vara Lex Luthor. Av en olyckshändelse dödar hon sin mamma Rose. Hennes nästa mål är att döda Lana och ta över hennes liv, men Clark lyckas övervinna henne. En mörk sida hos Lex avslöjas när en utpressare konfronterar honom och Lana upptäcker mer om sin mamma. |     |                 |                                      |                                            |                  |                |
| 5 | 105 | "Cool"          | James A. Contner                     | Michael Green                              | 13 november 2001 | 227604         |
| Under en fest nära en frusen sjö med kryptonit på botten, råkar Sean Kelvin ut för en olycka och faller genom isen. Han överlever mystiskt nog, men har ett ovanligt behov av värme. Han använder andras kroppsvärme för sin egen överlevnad. Samtidigt har Clarks föräldrar ekonomiska problem och behöver ett lån för att kunna rädda farmen. Hjälpen kommer från en oanad källa. Sean fryser ner sin flickvän Jenna Barnum och bjuder in Chloe till en träff, för att absorbera hennes kroppsvärme. Clark lämnar Lana ensam på "Radiohead"-konserten. Sårad återvänder Lana till sin pojkvän Whitneys armar. |     |                 |                                      |                                            |                  |                |
| 6 | 106 | "Hourglass"     | Chris Long                           | Doris Egan                                 | 20 november 2001 | 227606         |
| Clark, Lana och Pete jobbar som frivilliga på ett ålderdomshem. Harry, åldringen som Lana tar hand om, en före detta mördare, faller ner i en damm fylld med kryptonit, vilket konverterar åldringsprocessen och han blir ung igen. Den unga Harry söker hämnd på ättlingarna till dem som satt i juryn som dömde honom. En av dessa ättlingar är Jonathan Kent. På samma ålderdomshem ger samtidigt en blind kvinna vid namn Cassandra, som har förmågan att förutse framtiden, Clark olika kryptiska varningar. När han listar ut att hans farfar var med i juryn, ger han sig iväg för att rädda sin pappa. Lex uppmuntrar Cassandra, i hopp om att få veta mer om Clark, men hon har en vision som involverar Lex.  |     |                 |                                      |                                            |                  |                |
| 7 | 107 | "Craving"       | Philip Sgriccia                      | Michael Green                              | 27 november 2001 | 227607         |
| Trött på att ha problem med vikten, börjar Jodi Melville med en extrem bantningsmetod. Hon äter bara grönsaker odlade i sin pappas växthus, men de är fulla med kryptonit. Resultatet är fantastiskt, hon får en avundsvärd form, men som bieffekt har hon en enorm och okontrollerbar aptit för människors kroppsfett. Hennes nästa möjliga offer är Pete, men Clark listar ut detta och räddar honom, och tar Jodi till sjukhus. Samtidigt hittar Lex Chloes "vägg av mysterier" och kommer ett steg närmare sanningen och Clark och de gröna meteorfragmenten. |     |                 |                                      |                                            |                  |                |
| 8 | 108 | "Jitters"       | Greg Beeman & Michael W. Watkins     | Cherie Bennett & Jeff Gottesfeld           | 11 december 2001 | 227602         |
| Luthors labb börjar undersöka meteorstenar. Som ett resultat av direkt kontakt med stenarna utvecklar Earl Jenkins, tidigare hantlangare på Kents farm, kraftiga skakningar. Han mördar en man genom en olyckshändelse med sina krafter. Clark och Lex hjälps åt för att rädda Clarks klass, efter att desperat försökt att hitta ett botemedel till sjukdomen som får hans kropp att skaka våldsamt. Earl tar dem som gisslan inne på "Luthors Corp". Han hotar att döda dem allihop om de inte visar honom den hemliga våning 3 som Lionel Luthor förnekar att den någonsin existerat. Lionel har beslutat sig för att hålla experimentet hemligt. Men Clark hittar med hjälp av sin röntgenblick den gömda våningen. |     |                 |                                      |                                            |                  |                |
| 9 | 109 | "Rogue"         | David Carson                         | Mark Verheiden                             | 15 januari 2002  | 227608         |
| Clarks hemliga identitet är i fara. När han är med i en föreställning sponsrad av Luthors labb i Metropolis, använder han sina krafter för att rädda en hemlös man från att bli påkörd av en buss. En polis bevittnar händelsen och hotar familjen Kent. Han hotar med att avslöja Clarks hemlighet om han inte stjäl hans filer från "Internal Affairs". När Clark vägrar, tar polisen till fula tricks och anger Jonathan som mördare. Han tvingar också Clark att sno Alexander den stores bröstskydd från Luthors museum. Samtidigt får Lex Luthor besök av sin gamla älskarinna Victoria Hardwick och rektor Kwan sparkar Chloe från skoltidningen "The Torch".                                                    |     |                 |                                      |                                            |                  |                |
| 10 | 110 | "Shimmer"       | D.J. Caruso                          | Mark Verheiden & Michael Green             | 29 januari 2002  | 227609         |
| Amy Palmer, en tonårstjej som är förälskad i Lex Luthor, blir den första misstänkta när både Lex och Victoria blir attackerade av en osynlig varelse. Det avslöjas senare att det är Jeff, Amys bror, som har förmågan att göra sig osynlig. Han fick förmågan efter att han drack en osynlighetsdryck från kryptoniserade rosor. Jeff attackerar Lex igen, men Clark räddar honom och lyckas arrestera den osynliga Jeff. Samtidigt bestämmer sig Lana och Whitney att ta en paus i sin relation och Clark är överlycklig när Lana vänder sig till honom för vänskap. |     |                 |                                      |                                            |                  |                |
| 11 | 111 | "Hug"           | Chris Long                           | Doris Egan                                 | 5 februari 2002  | 227610         |
| Bob Rickman är en ond affärsman som använder sina nya krafter som han fått av de gröna meteorstenarna - han kan övertala vem han vill att göra vad han vill endast genom att skaka hand med personen ifråga - till att försöka bygga en stor fabrik i Smallville. Han ser familjen Kents farm och försöker få Jonathan att sälja den. Samtidigt hjälper den ensamma Kyle Tippet, som var Rickmans gamla affärsman, Clark och Lex att bekämpa den giriga affärsmannen. |     |                 |                                      |                                            |                  |                |
| 12 | 112 | "Leech"         | Greg Beeman                          | Timothy Schlattmann                        | 12 februari 2002 | 227611         |
| Clark och Eric blir båda träffade av blixten medan Eric håller en bit kryptonit i handen. Blixtens kraft tar Clarks krafter och ger dem till Eric. Medan Eric vänjer sig vid sina nya krafter, vänjer sig Clark vid att vara en helt vanlig människa för första gången. När Erik använder sina krafter på fel sätt, måste Clark ta ett beslut. Att fortsätta vara normal eller att offra det för alla andras säkerhet. |     |                 |                                      |                                            |                  |                |
| 13 | 113 | "Kinetic"       | Robert Singer                        | Philip Levens                              | 26 februari 2002 | 227612         |
| Chloe blir allvarligt skadad när tre mystiska tjuvar rånar Lexs ägor. Lex blir rasande när han upptäcker att tjuvarna stulit bevis till hans hemliga projekt. De tre tatuerade tjuvarna listade ut ett sätt att göra tatueringar av meteorstenar i flytande form, dessa tatueringar gör att personen som bär tatueringen kan gå igenom till exempel väggar. En deprimerad Whitney går med i gänget men inser turligt nog att deras livsstil inte är något för honom och vänder sig till Clark och Lana för hjälp. |     |                 |                                      |                                            |                  |                |
| 14 | 114 | "Zero"          | Michael Katleman                     | Mark Verheiden                             | 12 mars 2002     | 227613         |
| För tre år sen träffade Lex Amanda på "Club Zero" medan Jude Royce inte var i stan. Jude bestämmer sig för att söka hämnd på Lex. Jude försökte knivhugga honom, men blev skjuten av en säkerhetsvakt. Lex hjälper Lana att ställa i ordning "The Talon" till ett kafé. Chloes nyfikenhet skapar spänning mellan henne och Clark när hon gräver i hans förflutna. |     |                 |                                      |                                            |                  |                |
| 15 | 115 | "Nicodemus"     | James Marshall                       | Michael Green & Greg Walker                | 19 mars 2002     | 227614         |
| Clark är den som måste lösa den mystiska gåtan med Nicodemusblomman, som hämtades tillbaka av Dr. Steven Hamilton på "Luthors Corp" Våning 3. Blommans pollen påverkar människors hämningar och Clark måste skydda Jonathan, Lana och Pete från sig själva, samtidigt som han hjälper Lex att hitta källan till blomman. Lex talar inte om för Clark att Dr. Steven Hamilton jobbar för honom. De hittar botemedlet i en gammal bok och Lex gömmer Hamilton där ingen kan hitta honom och fortsätter själv med forskningen. |     |                 |                                      |                                            |                  |                |
| 16 | 116 | "Stray"         | Paul Shapiro                         | Philip Levens                              | 16 april 2002    | 227615         |
| Ryan James är en liten pojke som kan läsa andras tankar, hans styvföräldrar använde honom för att råna affärer. Han lyckas smita ifrån dem men blir av en olyckshändelse påkörd av Martha Kents bil. Hon tar honom till sjukhus, men pojken hävdar att han har minnesförlust. Familjen Kent erbjuder Ryan tak över huvudet hemma hos dem på farmen, medan de väntar på socialen. Ryan avslöjar genast Jonathans, Marthas, Lanas och Lexs innersta tankar och inser att Clark är annorlunda eftersom han inte kan läsa hans tankar. Pojkens säkerhet hotas i och med pappans återkomst, men Clark räddar Ryan, som lovar att bevara hans hemlighet.                                                                      |     |                 |                                      |                                            |                  |                |
| 17 | 117 | "Reaper"        | Terrence O'Hara                      | Cameron Litvack                            | 23 april 2002    | 227616         |
| Efter en underlig olycka får Tyler Randall kraften att omedelbart döda någon med sina händer. Han bestämmer sig för att hjälpa dödssjuka äldre människor att dö. Tylers nästa mål är Whitneys pappa, som är döende. Samtidigt skickar Lionel Luthor en av sina anställda, Dominuc Senatori, för att hålla ögonen på Lex. Mannen avslöjar Lexs hemliga utredning om Clark Kent och hans familj, vilket Jonathan inte blir glad över. |     |                 |                                      |                                            |                  |                |
| 18 | 118 | "Drone"         | Michael Katleman                     | Philip Levens & Michael Green              | 30 april 2002    | 227617         |
| I ett nytt försök att få ett "normalt" liv, ställer vår hjälte upp i skolans presidentval. En av hans motståndare är exponerad för kryptonit, vilket gör att hon kan kontrollera bisvärmar och hon använder dem för att sätta sina motståndare ur spel. Samtidigt är "The Talon", det tematiska kaféet, totaltomt och förlorar kunder. Clark vänder sig till Lex för att be om hjälp, han vill hålla det öppet för Lanas skull. |     |                 |                                      |                                            |                  |                |
| 19 | 119 | "Crush"         | James Marshall                       | Philip Levens, Alfred Gough & Miles Millar | 7 maj 2002       | 227618         |
| Pojke som fått händerna förstörda vid en bilolycka lyckas göra vad han vill med sina tankar. |     |                 |                                      |                                            |                  |                |
| 20 | 120 | "Obscura"       | Terrence O'Hara                      | Mark Verheiden & Michael Green             | 14 maj 2002      | 227619         |
| Lana slår i huvudet i en meteorit och kan därefter se vad som händer genom någon annans ögon. En polis kidnappar Chloe för att lösa brottet och bli hjälte. |     |                 |                                      |                                            |                  |                |
| 21 | 121 | "Tempest"       | Greg Beeman                          | Alfred Gough & Miles Millar                | 21 maj 2002      | 227620         |
| Whitney åker iväg till marinen. Lana hamnar mitt i en tornado. Chloes skolbal blir inte riktigt som hon hoppats. En reporter hittar rymdskeppet. |     |                 |                                      |                                            |                  |                |

## Säsong 2
| Nr | Nr  | Titel        | Regissör         | Manus                                | Sändningsdatum    | Produktionskod |
| --- | --- | ------------ | ---------------- | ------------------------------------ | ----------------- | -------------- |
| 22 | 201 | "Vortex"     | Greg Beeman      | Alfred Gough & Miles Millar          | 24 september 2002 | 175051         |
| Clark räddar Lana från tornadon genom att skydda henne med sin egen kropp efter att hon har förlorat medvetandet. Jonathan följer efter Roger Nixon, men stormen fångar honom tillsammans med den hänsynslösa reportern i en gammal krypta under en förstörd kyrka fylld med stenar från meteorer. Lex tar rätt beslut och räddar sin pappa, och hjälper sen Clark att leta efter Jonathan. De hittar honom, men Clark är för svag för att vara så nära gröna meteorstenar. När Nixon försöker döda Jonathan, blir Lex tvungen att skjuta ihjäl honom. Samtidigt ligger rymdskeppet blottat ute på fältet.                                                                 |     |              |                  |                                      |                   |                |
| 23 | 202 | "Heat"       | James Marshall   | Mark Verheiden                       | 1 oktober 2002    | 175052         |
| Clark försöker ligga lågt efter att den "heta" nya biologiläraren, Desiree Atkins, som fick hans hormoner att spåra ur, utvecklade hans nya förmåga: värmevision. Lex blir kär i Desiree och de gifter sig. Efter bröllopet, där Clark är "best man", försöker hon förföra honom, men Clark är immun mot hennes charm. Där och då inser han att Desiree använde kryptonit för att övertyga Lex att gifta sig med henne. |     |              |                  |                                      |                   |                |
| 24 | 203 | "Duplicity"  | Steve Miner      | Todd Slavkin & Darren Swimmer        | 8 oktober 2002    | 175053         |
| Efter att ha utsatts för upprepad kontakt med meteorstenarnas strålning, blir Dr. Steven Hamilton sjuk och säger upp sitt avtal med Lex Luthor. När han ska återvända hem råkar Dr. Hamilton ut för en allvarlig olycka med en lastbil. Pete ser det när han försöker rädda Ray, lastbilens förare, och vänder sig till Clark för att han ska hjälpa honom bära föremålet till hans verkstad. Dr. Hamilton stjäl UFO:t och Pete misstänker Clark. Mot hans föräldrars önskan avslöjar Clark sin hemlighet för sin vän, men Pete kan inte hantera sanningen. Samtidigt försöker Lana hantera Nell, medan Lionel och Lex försöker anpassa sina liv för att leva tillsammans. |     |              |                  |                                      |                   |                |
| 25 | 204 | "Red"        | Jeff Woolnough   | Jeph Loeb                            | 15 oktober 2002   | 175054         |
| För första gången i sitt liv utsätts Clark för röd kryptonit, vilket förvandlar honom till en rebellisk tonåring. Clark förvånar sin familj och sina vänner när han beslutar sig för att använda sina krafter för onda saker istället för goda. Clarks familj och Pete tar till drastiska åtgärder innan Clark förlorar sin egen personlighet. Under den röda kryptonitens påverkan talar Clark om för Lana hur mycket han älskar henne. Lex blir upprörd när Lionel börjar ta över ägorna. |     |              |                  |                                      |                   |                |
| 26 | 205 | "Nocturne"   | Rick Wallace     | Brian Peterson & Kelly Souders       | 22 oktober 2002   | 175054         |
| Fången i sin källare smyger Byron Moore ut tillräckligt länge för att hinna lämna kärleksdikter till Lana på hennes föräldrars gravsten. Nyfiken följer Lana efter den mörka och snygga främlingen hem och upptäcker att hans föräldrar håller honom fastlåst i kedjor. I tron att han är misshandlad, bryter sig Clark och Lana in i huset för att rädda pojken, men de inser att han var försökskaninen i ett experiment och i kontakt med solljuset blir han ofantligt stark och väldigt ond. Samtidigt accepterar Martha Kent Lionel Luthors inbjudan om att bli hans assistent.                                                                                       |     |              |                  |                                      |                   |                |
| 27 | 206 | "Redux"      | Chris Long       | Russel Friend & Garrett Lerner       | 29 oktober 2002   | 227621         |
| Efter en träff med sin flickvän Chrissy Parker åldras plötsligt en simmare och dör. Den nya rektorn Reynolds gillar inte Clarks vänskap med Lex. Chloe och Pete undersöker Chrissy och rektor Reynolds historia. De misstänker att cheerledarens kyssar är dödliga och suger i sig ungdomligheten från ungdomar. Vart 12:e år behöver hon tre ungdomar för att förbli ung och för att hemlighålla sin riktiga ålder. Familjen Kents farm är i ett ekonomiskt dödläge och Martha vänder sig till sin okände far för hjälp. Samtidigt hittar Lana ett gammalt kort som tyder på att hennes far kan vara i livet.                                                             |     |              |                  |                                      |                   |                |
| 28 | 207 | "Lineage"    | Greg Beeman      | Alfred Gough & Miles Millar          | 5 november 2002   | 175056         |
| Rachel Dunleavy är en mystisk kvinna, som anländer till Smallville och påstår sig vara Clarks biologiska mamma. I detta avslöjande avsnitt får Clark veta mer om sin adoption, vem som verkligen räddade Lex liv och varför hans far hatar familjen Luthor. Men saker blir komplicerade när Rachel Dunleavy ber om ett DNA-test, vilket kan avslöja Clarks hemlighet. Samtidigt besöker Lana sin biologiska pappa, vilket blir en stor besvikelse. Tydligen är han inte intresserad av att påminnas om det förflutna och vill inte bli störd. |     |              |                  |                                      |                   |                |
| 29 | 208 | "Ryan"       | Terrence O'Hara  | Philip Levens                        | 12 november 2002  | 175057         |
| Pojken i säsong 1 episod 16, Stray, är tillbaka som labbråtta. Han befrias av Clark men dör av en hjärntumör, som också var orsaken till hans förmåga. |     |              |                  |                                      |                   |                |
| 30 | 209 | "Dichotic"   | Craig Zisk       | Mark Verheiden                       | 19 november 2002  | 175058         |
| En pojke som kan duplicera sig själv blir ihop med både Chloe och Lana men försöker sedan döda dem. |     |              |                  |                                      |                   |                |
| 31 | 210 | "Skinwalker" | Marita Grabiak   | M. Warshaw, B. Peterson & K. Souders | 26 november 2002  | 175059         |
| Clark Kent hittar grottorna och förälskar sig i en indiankvinna som förvandlar sig till varg. |     |              |                  |                                      |                   |                |
| 32 | 211 | "Visage"     | Bill Gereghty    | Todd Slavkin & Darren Swimmer        | 14 januari 2003   | 175060         |
| Lanas kompis Tina från säsong 1 avsnitt 4, X-ray, har rymt från mentalsjukhuset och kommer tillbaka och låtsas vara Whitney. Whitney däremot har dödats i strid. |     |              |                  |                                      |                   |                |
| 33 | 212 | "Insurgence" | James Marshall   | Kenneth Biller & Jeph Loeb           | 21 januari 2003   | 175062         |
| Martha Kent och Lionel Luthor hålls som gisslan på Luthorcorp. Martha får se att Lionel har kryptonit och en fil om Clark samt nyckeln till rymdskeppet i ett valv. |     |              |                  |                                      |                   |                |
| 34 | 213 | "Suspect"    | Greg Beeman      | Mark Verheiden & Philip Levens       | 28 januari 2003   | 175061         |
| Lionel Luthor blir skjuten och Jonatan Kent arresteras misstänkt för attentatet. |     |              |                  |                                      |                   |                |
| 35 | 214 | "Rush"       | Rick Rosenthal   | Todd Slavkin & Darren Swimmer        | 4 februari 2003   | 175063         |
| Ungdomar får death wish när parasiter från grottorna tar sig in i deras kroppar. Pete lurar på Clark röd kryptonit vilket gör att han sårar Lana. Chloe hamnar själv på Wall-of-Weard. |     |              |                  |                                      |                   |                |
| 36 | 215 | "Prodigal"   | Greg Beeman      | Brian Peterson & Kelly Souders       | 11 februari 2003  | 175064         |
| Lex träffar sin halvbror Lukas. Lex förlorar allt till Lukas och bor tillfälligt hos familjen Kent. |     |              |                  |                                      |                   |                |
| 37 | 216 | "Fever"      | Bill Gereghty    | Matthew Okumura                      | 18 februari 2003  | 175065         |
| Jord som innehåller kryptonit gör att både Clark och Martha drabbas av feber som håller på att döda dem. Chloe avslöjar sina känslor för Clark. |     |              |                  |                                      |                   |                |
| 38 | 217 | "Rosetta"    | James Marshall   | Alfred Gough & Miles Millar          | 25 februari 2003  | 175066         |
| Christopher Reeves gör entré som doktor Swahn. Clark Kent får veta sitt dopnamn Kal-el och sitt ursprung. |     |              |                  |                                      |                   |                |
| 39 | 218 | "Visitor"    | Rick Rosenthal   | Philip Levens                        | 15 april 2003     | 175067         |
| En pojke med helande förmåga tror sig vara utomjording. Det visar sig dock att han är föräldralös. |     |              |                  |                                      |                   |                |
| 40 | 219 | "Precipice"  | Thomas J. Wright | Clint Carpenter                      | 22 april 2003     | 175068         |
| Helen förföljs av en f.d. pojkvän. Lex lär Lana självförsvar, sedan hon överfallits av tre killar. |     |              |                  |                                      |                   |                |
| 41 | 220 | "Witness"    | Rick Wallace     | Mark Verheiden                       | 29 april 2003     | 175069         |
| Tre pojkar dricker kryptonit, som de rånat från en värdetransport från Luthorcorp, blir jättestarka och stänger in Clark i en brinnande ugn. |     |              |                  |                                      |                   |                |
| 42 | 221 | "Accelerate" | James Marshall   | Todd Slavkin & Darren Swimmer        | 6 maj 2003        | 175070         |
| En klon av Emili Dinsmore, Lanas bästa kompis när hon var liten, men som drunknade, dyker upp och tror att hon är Emili. |     |              |                  |                                      |                   |                |
| 43 | 222 | "Calling"    | Terrence O'Hara  | Kenneth Biller                       | 13 maj 2003       | 175071         |
| Det blir inbrott på Helens kontor och Clarks blodprov blir stulet. Det visar sig att Lex har det. Språkforskaren dr Volden vaknar upp och kan tyda tecknen på grottväggarna. |     |              |                  |                                      |                   |                |
| 44 | 223 | "Exodus"     | Greg Beeman      | Alfred Gough & Miles Millar          | 20 maj 2003       | 175072         |
| Clark förstör rymdskeppet för att komma ifrån Jor-El med kryptonitnyckeln. Martha och Jonathan kommer i vägen och Martha förlorar sitt barn. På väg till smekmånaden vaknar Lex upp ensam i planet, utan pilot och Helen, på väg att krascha. Clark känner sig skyldig till Marthas förlust av barnet. Han sätter på sig sin gamla röda kryptonitring och flyr till Metropolis. |     |              |                  |                                      |                   |                |

## Säsong 3
| Nr | Nr | Titel          | Regissör                     | Manus                           | Sändningsdatum   | Produktionskod |
| --- | -- | -------------- | ---------------------------- | ------------------------------- | ---------------- | -------------- |
| 45 | 1  | "Exile"        | Greg Beeman                  | Alfred Gough & Miles Millar     | 1 oktober 2003   | 176201         |
| Clark lever ett liv i kriminalitet i Metropolis. Lana, Chloe och Jonathan gör allt för att hitta Clark och ta hem honom. Lex blir räddad från den obebodda ön och Jonathan gör en deal med Jor-El och åker till Metropolis för att ta hem sin son. |    |                |                              |                                 |                  |                |
| 46 | 2  | "Phoenix"      | James Marshall               | Kelly Souders & Brian Peterson  | 8 oktober 2003   | 176202         |
| Jonathan Kent lyckas få hem Clark från Metropolis. Lex kommer hem. Lex får veta hur planet störtade och gör slut med Helen. Clark berättar för Lana hur han känner och sårar Lana igen. |    |                |                              |                                 |                  |                |
| 47 | 3  | "Extinction"   | Michael Katleman             | Todd Slavkin & Darren Swimmer   | 15 oktober 2003  | 176203         |
| En pojke som hatar meteor-freaks går bärsärkagång. |    |                |                              |                                 |                  |                |
| 48 | 4  | "Slumber"      | Daniel Attias                | Drew Greenberg                  | 22 oktober 2003  | 176204         |
| En flicka som hålls fången i medvetslöshet kontaktar Clark genom drömmar. Clark drömmer en mardröm att Lex får veta Clarks hemlighet - och hotar att avslöja den eftersom Clark inte berättat den i förtroende tidigare. |    |                |                              |                                 |                  |                |
| 49 | 5  | "Perry"        | Jeannot Szwarc               | Mark Verheiden                  | 29 oktober 2003  | 176205         |
| Perry White gör entré som alkoholist och kommer Clark Kent på spåret. |    |                |                              |                                 |                  |                |
| 50 | 6  | "Relic"        | Marita Grabiak               | Kelly Souders & Brian Peterson  | 5 november 2003  | 176206         |
| Clark och Lana löser en gammal mordgåta som Jor-El (Clark Kents pappa) var inblandad i. |    |                |                              |                                 |                  |                |
| 51 | 7  | "Magnetic"     | David Jackson                | Holly Harold                    | 12 november 2003 | 176207         |
| Lana blir tillsammans med magnetisk pojke som manipulerar henne. |    |                |                              |                                 |                  |                |
| 52 | 8  | "Shattered"    | Ken Biller                   | Ken Biller                      | 19 november 2003 | 176208         |
| Lex drogas av Lionell så att han blir galen och sätts på mentalsjukhus. Lana skadas av en häst och hamnar på sjukhus. |    |                |                              |                                 |                  |                |
| 53 | 9  | "Asylum"       | Greg Beeman                  | Todd Slavkin & Darren Swimmer   | 14 januari 2004  | 176209         |
| Lex sitter fången på mentalsjukhus och lyckas till slut fly därifrån. Lana träffar en ny kille på rehabiliteringen. |    |                |                              |                                 |                  |                |
| 54 | 10 | "Whisper"      | Tom Wright                   | Ken Horton                      | 21 januari 2004  | 176210         |
| Clark blir blind men får riktigt bra hörsel. Pete blir kidnappad och Clark blir tvungen att orientera sig efter hörseln för att rädda honom. |    |                |                              |                                 |                  |                |
| 55 | 11 | "Delete"       | Pat Williams                 | Kelly Souders & Brian Peterson  | 28 januari 2004  | 176211         |
| En tjej, Molly, försöker via meddelanden kallade "Brainwave" få människor att döda Chloe för att skydda Summerholt. |    |                |                              |                                 |                  |                |
| 56 | 12 | "Hereafter"    | Greg Beeman & James Marshall | Mark Verheiden & Drew Greenberg | 4 februari 2004  | 176212         |
| En pojke som heter Jordan Cross ser människor dö när de tar på honom. Clark räddar livet på en man som sedan försöker döda Megan och Lana. Jonathan får en hjärtattack. |    |                |                              |                                 |                  |                |
| 57 | 13 | "Velocity"     | Jeannot Szwarc               | Todd Slavkin & Darren Swimmer   | 11 februari 2004 | 176213         |
| Pete racar med snabba bilar, som har kryptonit i sina motorer, och hamnar i trubbel. |    |                |                              |                                 |                  |                |
| 58 | 14 | "Obsession"    | James Marshall               | Holly Harold                    | 18 februari 2004 | 176214         |
| Mysteriet kring Adam tätnar. Clark börjar att dejta Alicia, en flicka som kan teleportera sig, men hon är psykiskt störd. |    |                |                              |                                 |                  |                |
| 59 | 15 | "Resurrection" | Terrence O'Hara              | Todd Slavkin & Darren Swimmer   | 25 februari 2004 | 176215         |
| Jonathan Kent har fått en hjärtattack och opereras. En pojke med en ovanlig leversjukdom dör och återuppstår (kortvarigt) tack vare ett serum. Det visar sig att Adam också dött av samma sjukdom 5 månader tidigare. |    |                |                              |                                 |                  |                |
| 60 | 16 | "Crisis"       | Ken Biller                   | Kelly Souders & Brian Peterson  | 3 mars 2004      | 176216         |
| Framtiden kommer i förväg genom ett telefonsamtal. Lana hamnar i skottlinjen för Adam men räddas till slut av Clark. Adam dör. |    |                |                              |                                 |                  |                |
| 61 | 17 | "Legacy"       | Greg Beeman                  | Jeph Loeb                       | 14 mars 2004     | 176217         |
| Dr Swahn dyker upp igen, nu gör han ett avtal med Lionel Luthor och får nyckeln till rymdskeppet. |    |                |                              |                                 |                  |                |
| 62 | 18 | "Truth"        | James Marshall               | Drew Greenberg                  | 21 april 2004    | 176218         |
| Chloe bryter sig in i Luthorcorp och träffas av kryptonitluft och får alla som kommer i närheten av henne att säga sanningen. Lionel Luthor avslöjar för henne att han dödade sina föräldrar. En mystisk man säger att Chloe kommer dö andra dagen efter att hon fått sin styrka. Lana flyttar till Paris för att börja på ett nytt liv.              |    |                |                              |                                 |                  |                |
| 63 | 19 | "Memoria"      | Miles Millar                 | Alfred Gough & Miles Millar     | 28 april 2004    | 176219         |
| Lex har glömt bort en del av sitt förflutna och försöker få tillbaka minnet, och får hjälp av företaget Summerholt. De använder kryptonit för att få Lex att få tillbaka minnet. |    |                |                              |                                 |                  |                |
| 64 | 20 | "Talisman"     | John Schneider               | Ken Biller                      | 5 maj 2004       | 176220         |
| En relik hittas i grottorna, omvandlas till en kniv och ger en pojke samma superkrafter som Clark. |    |                |                              |                                 |                  |                |
| 65 | 21 | "Forsaken"     | Terrence O'Hara              | Kelly Souders & Brian Peterson  | 12 maj 2004      | 176221         |
| Emili Dinsmore dyker upp igen, nu som en vuxen kvinna. Pete blir misshandlad för att få information om Clark. Clark vill berätta sin hemlighet för Lana och bjuder ut henne till middag men hon kommer aldrig. Det visar sig att Emili stängt in Lana i ett glasrum där ingen kan höra henne. Lionel blir arresterad för att ha dödat sina föräldrar. |    |                |                              |                                 |                  |                |
| 66 | 22 | "Covenant"     | Greg Beeman                  | Alfred Gough & Miles Millar     | 19 maj 2004      | 176222         |
| En flicka från Krypton dyker upp för att locka Clark. Hon visar sig vara från Smallville. Clark sugs in i en inre del av grottorna och omvandlas till Kal-El. Lionel ger nyckeln till Lex hemliga rum till Clark. |    |                |                              |                                 |                  |                |

## Säsong 4
| Nr | Nr | Titel          | Regissör           | Manus                          | Sändningsdatum    | Produktionskod |
| --- | -- | -------------- | ------------------ | ------------------------------ | ----------------- | -------------- |
| 67 | 1  | "Crusade"      | Greg Beeman        | Alfred Gough & Miles Millar    | 22 september 2004 | 2T5201         |
| Som Kal-El kommer Clark tillbaka till Smallville för att fortsätta Jor-Els korståg för att få tag på Kraftstenarna. Lana studerar konst i Paris och dejtar Jason Teague. Lex finner en av Kraftstenarna, Eldkristallen, i Egypten men Kal-El stormar Lex flygplan i luften genom att flyga upp dit. Clark stjäl Eldkristallen och lägger den på ett bord gömt i Kawatchegrottorna. Martha stoppar Kal-El med svart kryptonit och Clark blir sig själv igen. Jonathan vaknar upp ur sin tre månaders koma och Lois Lane anländer till Smallville för att finna sin kusin Chloes mördare. Clark och Lois slår sig ihop för att finna mördaren. |    |                |                    |                                |                   |                |
| 68 | 2  | "Gone"         | James Marshall     | Kelly Souders & Brian Peterson | 29 september 2004 | 2T5202         |
| Clark och Lois fortsätter att leta efter Chloe och får till slut reda på att Lex Luthor och General Sam Lane, Lois far, har gömt henne på ett säkert ställe men Lionel skickar iväg metall-meteorfreaket Trent MacGowen för att döda henne och Lana återvänder från Paris till Smallville och Jason följer efter. |    |                |                    |                                |                   |                |
| 69 | 3  | "Façade"       | Pat Williams       | Holly Harold                   | 6 oktober 2004    | 2T5203         |
| Abigail blir retad för att hon inte har utseendet för sig och låter sin mamma utföra en skönhetsoperation. Men när hon kysser någon och de kollar sig i spegeln tror de att de är fula och löper amok. |    |                |                    |                                |                   |                |
| 70 | 4  | "Devoted"      | David Carson       | Luke Schelhaas                 | 13 oktober 2004   | 2T5204         |
| Kärleksdryck får sportkillar att göra konstiga saker. Och Chloe visar sina känslor för Clark. |    |                |                    |                                |                   |                |
| 71 | 5  | "Run"          | David Barrett      | Steven S. DeKnight             | 20 oktober 2004   | 2T5205         |
| Jonathan räddas av någon som till och med är snabbare än Clark, men upptäcker att plånboken är stulen. Då försöker Clark att få tillbaka den och blir inblandad i en kupp som kan döda honom. |    |                |                    |                                |                   |                |
| 72 | 6  | "Transference" | James Marshall     | Todd Slavkin & Darren Swimmer  | 27 oktober 2004   | 2T5206         |
| Clark dras till det fängelse där Lionel hålls. När han ser Lionel försöka sticka Lex med en underlig glödande sten, försöker Clark ta stenen, som orsakar att de båda männen byter kropp. Lionel märker att hans nya kropp har superkrafter, och börjar omedelbart ställa till stor förödelse i Smallville. Fångad utan sina krafter, funderar Clark ut ett sätt att få sin kropp tillbaka för att rädda sina vänner och familj, samt att få tag på den andra Kraftstenen, Vattenkristallen. |    |                |                    |                                |                   |                |
| 73 | 7  | "Jinx"         | Paul Shapiro       | Mark Warshaw                   | 3 november 2004   | 2T5207         |
| Chloe undersöker en illegal spelring på Smallville High som leds av Mikhail Mxyzptlk, som själv kallar sig Mr. Mxyzptlk. Han använder sina telepatiska förmågor för att manipulera fotbollsmatcher, och under Mxyzptlks kontroll skadar Clark en annan spelare. Lex avslöjar för skolan att Lana dejtar Jason och tar sedan Mxyzptlk till Level 3. |    |                |                    |                                |                   |                |
| 74 | 8  | "Spell"        | Jeannot Szwarc     | Steven S. DeKnight             | 10 november 2004  | 2T5208         |
| Clark upptäcker att han är sårbar för magi när Lana blir besatt av häxan Margaret Isobel Thoreaux, som visar sig vara en avliden släkting till Lana, som letade efter Kraftstenarna när hon levde, tillsammans med sina kompanjoner, som övertar Lois och Chloes kroppar. Clark måste nu hitta ett sätt att stoppa dem. |    |                |                    |                                |                   |                |
| 75 | 9  | "Bound"        | Terrence O'Hara    | Luke Schelhaas                 | 17 november 2004  | 2T5209         |
| Det visar sig att Lex haft en massa one night stands och krossat hjärtan. Någon vill ge igen... Jasons mamma dyker upp i Smallville. |    |                |                    |                                |                   |                |
| 76 | 10 | "Scare"        | David Carson       | Kelly Souders & Brian Peterson | 1 december 2004   | 2T5210         |
| Efter en explosion på LuthorCorp får invånare i Smallville uppleva sina värsta mardrömmar, vilket kan leda till döden. |    |                |                    |                                |                   |                |
| 77 | 11 | "Unsafe"       | Greg Beeman        | Steven S. DeKnight & Jeph Loeb | 26 januari 2005   | 2T5211         |
| Alicia släpps fri från mentalsjukhuset och drogar Clark med ett halsband av röd kryptonit, sedan gifter de sig i Las Vegas. Men när han får av sig halsbandet är de bara ihop. |    |                |                    |                                |                   |                |
| 78 | 12 | "Pariah"       | Paul Shapiro       | Holly Harold                   | 2 februari 2005   | 2T5212         |
| Lana och Jason attackeras och alla tror att det är Alicia, men det är en kille som slutligen dödar Alicia. Chloe får reda på Clarks hemlighet. Alicia visar honom fånga en flygande bil med händerna. |    |                |                    |                                |                   |                |
| 79 | 13 | "Recruit"      | Jeannot Szwarc     | Todd Slavkin & Darren Swimmer  | 9 februari 2005   | 2T5213         |
| Lois hamnar i trubbel när hon anklagats för att ha slagit ner en kille, som hamnar på sjukhuset paralyserad och sedan dör. Clark säger nej till stipendium. |    |                |                    |                                |                   |                |
| 80 | 14 | "Krypto"       | James Marshall     | Luke Schelhaas                 | 16 februari 2005  | 2T5214         |
| Lois kör på en hund som sedan visar sig ha en otrolig styrka. Familjen Kent tar hand om den och döper den till Shelby, efter Marthas döda hund. |    |                |                    |                                |                   |                |
| 81 | 15 | "Sacred"       | Brad Turner        | Kelly Souders & Brian Peterson | 25 februari 2005  | 2T5215         |
| Efter att ha fått ett meddelande från den nyligen avlidna Dr. Virgil Swann följer Clark och Lana efter Jason och Lex till Kina för att hitta den sista Kraftstenen, Luftkristallen. När Lana blir torterad tvingas Isobel fram och skapar problem i hennes sökande efter kristallen. Clark måste nu ingripa och slåss mot häxan för att rädda Lana och få tag på Luftkristallen. |    |                |                    |                                |                   |                |
| 82 | 16 | "Lucy"         | David Barret       | Neil Sadhu & Daniel Sulzberg   | 2 mars 2005       | 2T5216         |
| Lois syster Lucy dyker upp och har hamnat i fel gäng. Lana tar stenen och gömmer den och får det sedan att se ut som ett inbrott. |    |                |                    |                                |                   |                |
| 83 | 17 | "Onyx"         | Terrence O'Hara    | Steven S. DeKnight             | 13 april 2005     | 2T5217         |
| Upphettad kryptonit delar Lex i två olika personer. |    |                |                    |                                |                   |                |
| 84 | 18 | "Spirit"       | Whitney Ransick    | Luke Schelhaas                 | 20 april 2005     | 2T5218         |
| Prom Queen-wannabe dör i bilolycka och hennes ande börjar besätta människor. Chloe vill att Clark och Lana följer med på hennes skoldans. |    |                |                    |                                |                   |                |
| 85 | 19 | "Blank"        | Jeannot Szwarc     | Kelly Souders & Brian Peterson | 27 april 2005     | 2T5219         |
| Clark förlorar minnet men får tillbaka det igen. Clark och Lana blir tillsammans igen. |    |                |                    |                                |                   |                |
| 86 | 20 | "Ageless"      | Steven S. DeKnight | Steven S. DeKnight             | 4 maj 2005        | 2T5220         |
| Clark och Lana hittar ett övergivet barn. |    |                |                    |                                |                   |                |
| 87 | 21 | "Forever"      | James Marshall     | Brian Peterson & Kelly Souders | 11 maj 2005       | 2T5221         |
| Kille som inte vill sluta skolan fryser folk till is och kidnappar dem. Lionel och Lex blir kidnappade av Jason och hans mamma, vilket slutar med att Jason dör. |    |                |                    |                                |                   |                |
| 88 | 22 | "Commencement" | Greg Beeman        | Todd Slavkin & Darren Swimmer  | 18 maj 2005       | 2T5222         |
| Clark är på väg att ta sin examen, men Jason återvänder och ställer till med oreda. Och när Clark inser att alla kristaller måste hittas ger han sig på det uppdraget och hittar dem alla. Jason tar Jonathan och Martha till gisslan på Kent Farm men räddas, inte av Clark utan av en meteor som slår ner i huset. Ett andra meteorregn har kommit till Smallville och Clark beger sig till Kawatchegrottorna och lägger samman de tre stenarna. Ett enormt ljus sprids i grottorna där också Chloe och Lex befinner sig. Clark och Chloe försvinner spårlöst och Lex blir kvar i grottorna. Clark själv hamnar på Arktis med den nyformade Kunskapskristallen i sin hand. Lana är svårt skadad efter meteorregnet och krälar uppför en krater och i kratern ligger ett stort svart rymdskepp. |    |                |                    |                                |                   |                |

## Säsong 5
| Nr | Nr | Titel       | Regissör        | Manus                          | Sändningsdatum    | Produktionskod |
| --- | -- | ----------- | --------------- | ------------------------------ | ----------------- | -------------- |
| 89 | 1  | "Arrival"   | James Marshall  | Todd Slavkin & Darren Swimmer  | 29 september 2005 | 2T6401         |
| Flera enorma pelare av ren kristall slår sig upp igenom isen på Arktis och bildar Ensamhetens fort. Väl inne i fortet kan Clark få sitt första samtal med sin far Jor-El igen. Men när Chloe också dyker upp, halvt ihjälfrusen, väljer Clark att trotsa sin far för att rädda henne, vilket får fruktansvärda konsekvenser. Lois anländer till Kent Farm och hjälper Jonathan och Martha att ta sig bort från ruinerna av huset. Samtidigt attackeras poliser av två personer, som kallar sig Zods lärjungar. |    |             |                 |                                |                   |                |
| 90 | 2  | "Mortal"    | Terrence O'Hara | Steven S. DeKnight             | 6 oktober 2005    | 2T6402         |
| Lex hjälper några galningar att rymma så att de kan tvinga Clark att utföra ett omöjligt uppdrag. Lex får se att Clark inte har några ovanliga krafter. |    |             |                 |                                |                   |                |
| 91 | 3  | "Hidden"    | Whitney Ransick | Kelly Souders & Brian Peterson | 13 oktober 2005   | 2T6403         |
| Gabriel är en gammal elev från Smallville High och planerar att spränga Smallville med en missil som är gömd i Smallville. När Chloe och en kraftlös Clark konfronterar honom blir Chloe kidnappad och Clark skjuten. Hans ena lunga punkteras. Och när Lana besöker honom på sjukhuset återfår Clark medvetandet och avlider sedan. Samtidigt som Dr. Harden lägger defibrillatorerna på Clarks bröst och ger de första stötarna vaknar Lionel upp, besatt av Jor-El. |    |             |                 |                                |                   |                |
| 92 | 4  | "Aqua"      | Bradford May    | Todd Slavkin & Darren Swimmer  | 20 oktober 2005   | 2T6404         |
| Lois slår i huvudet när hon dyker och räddas från att drunkna av Athur Curry som också vill bryta sig in i LuthorCorp Marine Center för att stoppa ett vapen som kan döda allt liv i havet. Arthur fångas och Clark griper nu in. |    |             |                 |                                |                   |                |
| 93 | 5  | "Thirst"    | Paul Shapiro    | Steven S. DeKnight             | 27 oktober 2005   | 2T6405         |
| Lana blir vampyr. Clark försöker få tag i ett motgift som gör Lana normal. Chloe skriver om vampyrstoryn och får jobb på Daily Planet. |    |             |                 |                                |                   |                |
| 94 | 6  | "Exposed"   | Jeannot Szwarc  | Kelly Souders & Brian Peterson | 3 november 2005   | 2T6406         |
| Senatorn avslöjas ha en relation med en strippdansös som sedan blir mördad. Chloe och Lois vill veta vem som dödade henne och Lois måste klä ut sig till ny strippa. Clark är också på jakt efter mördaren och med hjälp av Lex kommer han till samma strippklubb som Lois är på som dansös. |    |             |                 |                                |                   |                |
| 95 | 7  | "Splinter"  | James Marshall  | Steven S. DeKnight             | 10 november 2005  | 2T6407         |
| Clark infekteras av silverkryptonit och blir så paranoid att han nästan dödar Lana. Dr Fine visar sig vara någon helt annan än vad Clark först trott. Jonathan och Marta får reda på att Chloe vet Clarks hemlighet. |    |             |                 |                                |                   |                |
| 96 | 8  | "Solitude"  | Paul Shapiro    | Todd Slavkin & Darren Swimmer  | 17 november 2005  | 2T6408         |
| Martha får en kryptonisk sjukdom, professor Fine kommer som räddaren i nöden... eller? |    |             |                 |                                |                   |                |
| 97 | 9  | "Lexmas"    | Rick Rosenthal  | Holly Harold                   | 8 december 2005   | 2T6409         |
| Lex blir skjuten och i sitt inre sinne besöks han av sin döda mamma Lillian Luthor. Lillian visar vad som kommer att hända inom en snar framtid om Lex bara befriar sig själv från Lionels kedjor av hat och ondska, samt gör alla beslut som han själv vill. Men efter att bilden om en fri framtid från sin far tar en olycklig vändning vägrar Lex göra det som hans mamma sa när han vaknar upp igen, och tar sitt första verkliga steg mot sin onda sida. |    |             |                 |                                |                   |                |
| 98 | 10 | "Fanatic"   | Michael Rohl    | Wandy Maricle                  | 12 januari 2006   | 2T6410         |
| Lex vill bli senator. En skolgruppsledare går överstyr för att hjälpa honom. |    |             |                 |                                |                   |                |
| 99 | 11 | "Lockdown"  | Peter Ellis     | Steven S. DeKnight             | 19 januari 2006   | 2T6411         |
| Några poliser håller Lana och Lex fångna i Lex's skyddsrum tills de visar var rymdskeppet är. |    |             |                 |                                |                   |                |
| 100 | 12 | "Reckoning" | Greg Beeman     | Kelly Souders & Brian Peterson | 26 januari 2006   | 2T6412         |
| Resultatet om senatorvalet skall presenteras. Clark berättar allt om sina krafter för Lana, men efter en olycka där Lana dör, ber Clark Jor-El att skona henne. Jor-El ger Clark en chans till att rätta till det han är missnöjd med, men varnar Clark att ödet kan ta en annan vändning. Lana lever igen, och Clark får än en gång ljuga om sina krafter. Jonathan vinner senatorvalet men han får ett telefonsamtal. Efter en hetsigt och hemligt möte med Lionel på Kent Farm blir det för mycket för hans svaga hjärta och Jonathan Kent dör i Clark och Marthas famnar. |    |             |                 |                                |                   |                |
| 101 | 13 | "Vengeance" | Jeannot Szwarc  | Al Septien & Turi Meyer        | 2 februari 2006   | 2T6413         |
| Kvinna med superkrafter hämnas sin döda mamma. |    |             |                 |                                |                   |                |
| 102 | 14 | "Tomb"      | Whitney Ransick | Steven S. DeKnight             | 9 februari 2006   | 2T6414         |
| Chloe blir besatt av en mördad flicka som vill hämnas på mannen som förrådde och dödade henne. |    |             |                 |                                |                   |                |
| 103 | 15 | "Cyborg"    | Glen Winter     | Caroline Dries                 | 16 februari 2006  | 2T6415         |
| Den f.d. fotbollsstjärnan Victor Stone som troddes vara död lyckas rymma från laboratorium och jagas. Han har rätt många delar inopererade. |    |             |                 |                                |                   |                |
| 104 | 16 | "Hypnotic"  | Michael Rohl    | Todd Slavkin & Darren Swimmer  | 30 mars 2006      | 2T6416         |
| En flicka med hypnotisk förmåga dyker upp och hypnotiserar Clark, det får honom att göra slut med Lana. |    |             |                 |                                |                   |                |
| 105 | 17 | "Void"      | Jeannot Szwarc  | Holly Harold                   | 6 april 2006      | 2T6417         |
| Lana går på en drog som gör att hon medvetet dör och ser sina föräldrar. Drogen gör dock att hon blir väldigt sjuk och riskerar att dö på riktigt. |    |             |                 |                                |                   |                |
| 106 | 18 | "Fragile"   | Tom Welling     | Todd Slavkin & Darren Swimmer  | 13 april 2006     | 2T6418         |
| Flicka får glas att krossas när hon blir upprörd. Hennes pappa som har samma talang försöker få henne med sig. Lex och Lana kysser varandra för första gången. |    |             |                 |                                |                   |                |
| 107 | 19 | "Mercy"     | James Marshall  | Steven S. DeKnight             | 20 april 2006     | 2T6419         |
| Lionel Luthor blir utsatt för ett spel av upprörd f.d. anställd, och Martha Kent dras in i det. |    |             |                 |                                |                   |                |
| 108 | 20 | "Fade"      | Terrence O'Hara | Turi Meyer & Al Septien        | 27 april 2006     | 2T6420         |
| Clark räddar en man från att bli påkörd. Lois Lane blir ihop med honom och har ingen aning om att han är en lönnmördare. Han gör Clark en gentjänst genom att försöka döda Lex för att Clark och Lana ska kunna bli ihop igen. |    |             |                 |                                |                   |                |
| 109 | 21 | "Oracle"    | Patrick Norris  | Caroline Dries                 | 4 maj 2006        | 2T6421         |
| Lex visar Lana ett laboratorium. Jonathan Kent dyker upp från de döda men visar sig vara en rymdrobot (Milton Fine). |    |             |                 |                                |                   |                |
| 110 | 22 | "Vessel"    | James Marshall  | Kelly Souders & Brian Peterson | 11 maj 2006       | 2T6422         |
| Lex kidnappas av Brainiac och får superkrafter. Men den verkliga sanningen är att Brainiac bara har förberett Lex så att den ondskefulla General Zod kan använda Lex kropp efter att han blivit befriad från Spökzonen. Clark får en kryptonsk dolk av Jor-El i Ensamhetens fort, och Clark måste döda Lex med den. Men Clark tvekar och Lionel tvingar Clark att göra det. Brainiac sprider sedan ett virus som lamslår hela jordens datornätverk och detta skapar kaos. Brottslingar härjar överallt och Chloe råkar själv illa ut. Clark möter till slut Zod öga mot öga och han blir instängd i Spökzonen, och medan Clark försvinner mot rymden ser han hur jorden sliter sönder sig själv, och inser nu att han måste fly från Spökzonen och stoppa Zod på något sätt. |    |             |                 |                                |                   |                |

## Säsong 6
| Nr | Nr | Titel          | Regissör           | Manus                             | Sändningsdatum    | Produktionskod |
| --- | -- | -------------- | ------------------ | --------------------------------- | ----------------- | -------------- |
| 111 | 1  | "Zod"          | James Marshall     | Steven S. DeKnight                | 28 september 2006 | 2T7701         |
| Instängd i Spökzonen, ett kryptonskt fängelse byggt av Jor-El, finner Clark att han inte bara är kraftlös utan också är omringad av alla de hämndlystna fångar som Jor-El spärrat in där. Under tiden attackerar General Zod, i Lex kropp, Pentagon efter information och håller Lana fångad på Luthor Mansion, med order om att hon ska föda honom en arvinge som kan leda den nya Krypton som skall födas efter att General Zod och Brainiacs plan är förverkligad. Marthas och Lois plan kraschar på Arktis och Martha hamlar i Ensamhetens fort där Jor-El tar kontakt. Samtidigt får Clark hjälp av en gammal vän till Jor-El som räddades av honom innan Krypton gick under. Clark flyr från Spökzonen och tar sig an Zod, men det han inte vet är att han samtidigt har släppt ut flera fångar från fängelset och som nu är på fri att härja över jorden. |    |                |                    |                                   |                   |                |
| 112 | 2  | "Sneeze"       | Paul Shapiro       | Todd Slavkin & Darren Swimmer     | 5 oktober 2006    | 2T7702         |
| Clark blir på något sätt förkyld och supernyser. Samtidigt får Lois ett nytt arbete, medan Lana fortsätter sin relation med Lex. Lex och Lana kidnappas sedan och en viss miljonär besöker Metropolis, Oliver Queen. |    |                |                    |                                   |                   |                |
| 113 | 3  | "Wither"       | Whitney Ransick    | Tracy Bellomo                     | 12 oktober 2006   | 2T7703         |
| Chloe och Jimmy diskuterar sitt förhållande och bestämmer sig för att ta ett steg i taget. Plötsligt hör de ett skrik från ett badande par. De hittar kvinnans lik i ett närliggande träd. Samtidigt frågar Oliver om Lois vill gå på träff med honom. Det enda problemet är att det rör sig om en välgörenhetsfest som hålls av Lex. |    |                |                    |                                   |                   |                |
| 114 | 4  | "Arrow"        | Michael Rohl       | Brian Peterson & Kelly Souders    | 19 oktober 2006   | 2T7704         |
| Lois blir ett vittne när hon ser Green Arrow stjäla ett värdefullt diamanthalsband från Martha, lånat av Lionel. Clark börjar undersöka och tar hjälp av Lionel för att hitta Green Arrow. Lois gör själv en utredning av Green Arrow och hamnar i knipa. Clark finner att det är Oliver Queen som är Green Arrow. |    |                |                    |                                   |                   |                |
| 115 | 5  | "Reunion"      | Jeannot Szwarc     | Steven S. DeKnight                | 26 oktober 2006   | 2T7705         |
| Lex och Oliver Queen ska gå på klassåterförening, men flera av Olivers gamla vänner dör under mystiska omständigheter. |    |                |                    |                                   |                   |                |
| 116 | 6  | "Fallout"      | Glen Winter        | Holly Harold                      | 2 november 2006   | 2T7706         |
| Efter sin flykt från 'The Phantom Zone', besöker Raya Clark i Smallville. Raya och Clark kommer varandra nära, och hon visar honom hur man lagar 'Fortress Of Solitude'. En annan flykting försöker hämnas Clark och Raya för den tiden han tillbringat i Zonen. |    |                |                    |                                   |                   |                |
| 117 | 7  | "Rage"         | Whitney Ransick    | Todd Slavkin & Darren Swimmer     | 9 november 2006   | 2T7707         |
| Green Arrow blir skjuten då han försöker hindra en bilstöld. Chloe och Clark får veta att Oliver tar en drog som gör att hans sår läker fortare. Det har dock några allvarliga sidoeffekter. |    |                |                    |                                   |                   |                |
| 118 | 8  | "Static"       | James Conway       | Shintaro Shimosawa & James Morris | 16 november 2006  | 2T7708         |
| En av fångarna på fantomskeppet har flytt och lyckats dödat besättningen på ett annat fartyg i Seattle. Clark konfronterar mördaren. Lex råkar illa ut då en patient från LuthorCorp laboratoriet söker hämnd. |    |                |                    |                                   |                   |                |
| 119 | 9  | "Subterranean" | Rick Rosenthal     | Caroline Dries                    | 7 december 2006   | 2T7709         |
| Clark upptäcker att hans granne Jed McNally håller invandrare från Mexico som fångar och tvingar dem att jobba på hans gård. Clark börjar känna skuldkänslor över en pojke som lyckas fly eftersom Clark själv är en invandrare, fast från Krypton. Clark ber Martha om hjälp i senaten men när Martha inte kan göra något tar Clark saken i egna händer och upptäcker att McNally själv har superkrafter. |    |                |                    |                                   |                   |                |
| 120 | 10 | "Hydro"        | Tom Welling        | Brian Peterson & Kelly Souders    | 11 januari 2007   | 2T7710         |
| En skvallerjournalist smyglyssnar på en konversation där Lana medger att hon är osäker på huruvida hon vill gifta sig med Lex. |    |                |                    |                                   |                   |                |
| 121 | 11 | "Justice"      | Steven S. DeKnight | Steven S. DeKnight                | 18 januari 2007   | 2T7711         |
| Clark blir oskyldigt anklagad av Lionel för att han skall ha förstört ett av Luthor Corp.s anläggningar i Mexico. Efter att Bart Allen återvänder till Smallville efter en tid i Mexico ser Clark ett samband. Det avslöjas att Oliver i hemlighet har skapat ett team av superhjältar, tillsammans med Arthur Curry/Aquaman, Victor Stone/Cyborg och Bart Allen/Impulse för att stoppa Level 33.1, ett projekt som Lex skapat, som går ut på att fånga in människor med superkrafter och göra tester på dem. |    |                |                    |                                   |                   |                |
| 122 | 12 | "Labyrinth"    | Whitney Ransick    | Al Septien & Turi Meyer           | 25 januari 2007   | 2T7712         |
| Clark är ena sekunden i sin ladugård för att nästa sekund vakna upp på ett psykiatriskt sjukhus där han får veta att han bara har inbillat sig allt om att han kommer från Krypton m.m. Clark flyr från sjukhuset och finner att Martha har gift sig med Lionel, Lana är förälskad i Clark, Lex är förlamad i benen. Chloe är också sinnessjuk, som Clark, men den enda som tror att Clark är från Krypton. Men Chloe är inte ensam om att tro att Clark är från Krypton. En man på sjukhuset som heter John säger att han är från Mars och kallar Clark för Kal-El och säger att Clark lever i en illusion. |    |                |                    |                                   |                   |                |
| 123 | 13 | "Crimson"      | Glen Winter        | Brian Peterson & Kelly Souders    | 1 mars 2007       | 2T7713         |
| Lois köper ett kärleksläppstift som är gjort på röd kryptonit, och Clark blir infekterad efter att Lois kysst honom. Clark avslöjar då för Lexs gäster vid en fest att Lex och Lana väntar barn. |    |                |                    |                                   |                   |                |
| 124 | 14 | "Trespass"     | Michael Rohl       | Tracy A. Bellomo                  | 8 februari 2007   | 2T7714         |
| Lana har en stalker efter sig, men ingenstans finns ett gömställe bra nog. Till slut ber hon Lex att få gömma sig hos Clark och Martha på deras gård. Chloe måste omvärdera sina känslor för Clark efter att hon och Jimmy gör slut eftersom Jimmy inte tror att hon kommit över Clark. |    |                |                    |                                   |                   |                |
| 125 | 15 | "Freak"        | Michael Rosenbaum  | Todd Slavkin & Darren Swimmer     | 15 februari 2007  | 2T7715         |
| Lex använder en blind pojke som träffats av en meteor, Tobias, för att leta upp människor att utföra experiment på. |    |                |                    |                                   |                   |                |
| 126 | 16 | "Promise"      | Rick Rosenthal     | Kelly Souders & Brian Peterson    | 15 mars 2007      | 2T7716         |
| Clark är inte säker på att Lana bör gifta sig med Lex, och Lana har liknande funderingar. Men när Lionel hotar Lana att döda Clark har hon inget annat val än att gifta sig med Lex. Läkaren, som känner till hemligheten bakom Lanas graviditet, hotar Lex. |    |                |                    |                                   |                   |                |
| 127 | 17 | "Combat"       | James Marshall     | Turi Meyer & Al Septien           | 22 mars 2007      | 2T7717         |
| En utomjording vid namn Titan som flytt från "Fantomzonen" är den nya stjärnan i en "fight club" som lägger ut slagsmålen på internet. Lois sniffar sig till ett scoop, men då hon försöker undersöka saken närmare, hamnar hon själv i ringen. Clark kommer för att slåss mot Titan, men får istället en annan motståndare på halsen - Lois. |    |                |                    |                                   |                   |                |
| 128 | 18 | "Progeny"      | Terrence O'Hara    | Genevieve Sparling                | 19 april 2007     | 2T7718         |
| Lex upptäcker att Chloes mamma har särskilda förmågor, och tvingar henne att hjälpa honom i utbyte mot Chloes liv. Clark och Chloe kommer för att rädda hennes mamma men råkar ut för en massa trubbel. |    |                |                    |                                   |                   |                |
| 129 | 19 | "Nemesis"      | Mairzee Almas      | Caroline Dries                    | 26 april 2007     | 2T7719         |
| Jodi Keenan kidnappar Lex och skadar Lionel för att få Lex att avslöja var han gömmer hennes make Wes Keenan. När Lex slår ner Jodi aktiveras bomber över hela tunnelsystemet där de befinner sig och Clark ger sig ner i tunnlarna där Lex befinner sig. När Clark precis hittar en skadad Lex detonerar bomberna och spränger sönder väggarna. Massvis med grön kryptonit rasar fram och nu befinner sig både Clark och Lex i stor fara då de stora bomberna som Jodi sparat till sist räknar ner till sprängning... |    |                |                    |                                   |                   |                |
| 130 | 20 | "Noir"         | Jeannot Szwarc     | Brian Peterson & Kelly Souders    | 3 maj 2007        | 2T7720         |
| Lana och Michael har ett hemligt möte. Lana blir skjuten och Jimmy slås medvetslös. Under tiden han sover drömmer han om hur Smallville skulle kunnat se ut under 1940-talet. Lana får reda på att hon aldrig var gravid. |    |                |                    |                                   |                   |                |
| 131 | 21 | "Prototype"    | Mat Beck           | Steven S. DeKnight                | 10 maj 2007       | 2T7721         |
| Lex försöker förvandla en soldat som tros ha dött i Afghanistan till en "supersoldat". En senator hotar att berätta om Lex laboratorium, och Lex skickar soldaten för att döda senatorn. Lois blir vittne till attacken och råkar illa ut och upptäcker själv att soldaten är en gammal bekant till henne och hennes far General Sam Lane, nämligen Wes Keenan. Lois bestämmer sig för att hitta hjärnmanipulerade Wes och Clark bestämmer sig för att följa efter. |    |                |                    |                                   |                   |                |
| 132 | 22 | "Phantom"      | James Marshall     | Todd Slavkin & Darren Swimmer     | 17 maj 2007       | 2T7722         |
| Lana lämnar Lex och berättar för Clark att hon vet hans hemlighet. Clark får också reda på varför hon gifte sig med Lex och bestämmer sig för att döda Lionel. Lex försöker stärka sina supersoldaters krafter med DNA. Lois blir svårt skadad när hon letar efter Lex laboratorium. Det sista "spöket" som kom ut från Spökzonen dyker upp och efter en sammandrabbning mellan Clark, Lex och "spöket" snor en bit av Clarks DNA och blir Clarks dubbelgångare Bizarro. |    |                |                    |                                   |                   |                |

## Säsong 7
| Nr | Nr | Titel        | Regissör        | Manus                           | Sändningsdatum i USA* | Produktionskod |
| --- | -- | ------------ | --------------- | ------------------------------- | --------------------- | -------------- |
| 133 | 1  | "Bizarro"    | Michael Rohl    | Brian Peterson & Kelly Souders  | 27 september 2007     | 3T6301         |
| Clark möter en av sina mest dödliga fiender, sin egen dubbelgångare Bizarro, och hamnar i strid med honom. Lex blir räddad av en mystisk kvinna när hans labb vid Reevesdammen förstörs. Lionel förs bort av en annan mystisk person. Clark och John Jones/Martian Manhunter slår sig ihop för att besegra Bizarro. Det avslöjas att Lana lever och gömmer sig i Kina. |    |              |                 |                                 |                       |                |
| 134 | 2  | "Kara"       | James Conway    | Todd Slavkin & Darren Swimmer   | 4 oktober 2007        | 3T6302         |
| Clark möter sin biologiska kusin Kara, som kommit till Smallville. Han bestämmer sig dock för att det inte finns någonting kvar för honom i staden när Lana inte längre är där och han beger sig av för att inleda sin superhjälteträning. Clark kommer dit och där berättar Jor-El för honom att Karas far, Zor-El, är ond och att han måste återvända till Smallville för att stoppa honom. |    |              |                 |                                 |                       |                |
| 135 | 3  | "Fierce"     | Whitney Ransick | Holly Harold                    | 11 oktober 2007       | 3T6303         |
| Clark försöker få Kara att hålla en låg profil men hon lyssnar inte och ställer upp i en skönhetstävling, trots Clarks protester. Där upptäcker tre av de andra deltagarna att hon har superkrafter som de vill utnyttja för egen vinning. |    |              |                 |                                 |                       |                |
| 136 | 4  | "Cure"       | Rick Rosenthal  | Al Septien & Turi Meyer         | 18 oktober 2007       | 3T6304         |
| Doktor Curtis säger att han kan bota dem som blivit meteorsmittade och att han kan förändra deras liv. Chloe nappar på förslaget och bestämmer sig för att bli hans patient. Men kanske ska man inte lita på doktor Curtis? Clark får veta att hans kusin inte heller går att lita på. |    |              |                 |                                 |                       |                |
| 137 | 5  | "Action"     | Mairzee Almas   | Caroline Dries                  | 25 oktober 2007       | 3T6306         |
| När en film spelas in i Smallville måste Clark använda sina krafter för att rädda en person från en skenande bil. Men någon råkar se honom och Clark blir en ofrivillig idol och Lionels öde avslöjas. |    |              |                 |                                 |                       |                |
| 138 | 6  | "Lara"       | James Conway    | Don Whitehead & Holly Henderson | 1 november 2007       | 3T6305         |
| När Kara är i Washington för att leta reda på sin försvunna kristall, blir hon tillfångatagen och drogad med ett kryptonitserum som gör att man avslöjar minnen. Clark försöker fria henne men lyckas inte vara snabb nog för att inget ska hända. |    |              |                 |                                 |                       |                |
| 139 | 7  | "Wrath"      | Charles Beeson  | Kelly Souders & Brian Peterson  | 8 november 2007       | 3T6307         |
| Lana får, efter ett åskväder, tillgång till Clarks superkrafter och använder dem till att bryta sig in i Lex hus för att sno åt sig bevis som kan fälla Lex. Hon går till Daily Planet, men när de inte vill veta av hennes stulna bevis tar hon saken i egna händer. Clark försöker rädda Lex men tvingas först besegra Lana. |    |              |                 |                                 |                       |                |
| 140 | 8  | "Blue"       | Glen Winter     | Todd Slavkin & Darren Swimmer   | 15 november 2007      | 3T6308         |
| Clark har hittat Karas kristall och använder den för att få tillbaka sin mor Lara. Men samtidigt kommer även Zor-el som är ond. Clark upptäcker vad blå kryptonit gör med honom. Kara föds på nytt mitt på en gata och kan inte minnas något. |    |              |                 |                                 |                       |                |
| 141 | 9  | "Gemini"     | Whitney Ransick | Caroline Dries                  | 13 december 2007      | 3T6309         |
| En mystisk man som utger sig för att vara en produkt av Lex senaste projekt, förser Chloe med en bomb och använder henne för att tvinga Lois att få ut sanningen om ett kloningsarbete från Lex. |    |              |                 |                                 |                       |                |
| 142 | 10 | "Persona"    | Todd Slavkin    | Don Whitehead & Holly Henderson | 31 januari 2008       | 3T6310         |
| Chloe börjar inse att Clark inte riktigt är sig själv. Han sitter nämligen fångad och den som de andra tror sig vara Clark är i själva verket Bizarro, som kommit tillbaka från Mars efter Martian Manhunter placerat honom där. |    |              |                 |                                 |                       |                |
| 143 | 11 | "Siren"      | Kevin Fair      | Kelly Souders & Brian Peterson  | 7 februari 2008       | 3T6311         |
| När Chloe hackar sig in i LuthorCorps nätverk blir hon attackerad på The Daily Planet av Black Canary, lejd av Lex. Chloe blir jagad till taket och när hon nästan blir dödad kommer Oliver Queen/Green Arrow till undsättning. Tillsammans med Clark sätter sig Oliver och Chloe efter Black Canary och finner snart trådarna som leder till Lex. Men när Clark upptäcker att Black Canarys skrik kan skada hans öron inser han att hon inte är en vanlig person, som han själv. Och Black Canary börjar snart misstänka att Lex ljuger om Green Arrow, som Lex beskriver som en terrorist. |    |              |                 |                                 |                       |                |
| 144 | 12 | "Fracture"   | James Marshall  | Caroline Dries                  | 14 februari 2008      | 3T6312         |
| Lois följer efter Lex till Detroit där han håller Kara, som lider av minnesförlust, fångad. Lex blir skjuten av en kille som blivit besatt av Kara. Chloe står inför valet att rädda eller inte rädda honom. |    |              |                 |                                 |                       |                |
| 145 | 13 | "Hero"       | Michael Rohl    | Aaron Helbing & Todd Helbing    | 13 mars 2008          | 3T6313         |
| Pete Ross återvänder till Smallville och finner att mycket har förändrats sedan han senast var där. Utöver att reda ut sina känslor kring att Clark är en superhjälte, måste han leva med att själv fått en superkraft. Pete leker vilt med sin kraft medan Clark ber Pete att ta det lugnt. Och när Lex får reda på att Pete har fått en superkraft, kidnappar Lex honom och Clark måste nu hitta Pete. |    |              |                 |                                 |                       |                |
| 146 | 14 | "Traveler"   | Glen Winter     | Don Whitehead & Holly Henderson | 20 mars 2008          | 3T6314         |
| Clark kidnappas av en grupp mystiska legosoldater. Chloe och Lana går till Lionel för att få hjälp och han tror att det är Lex som ligger bakom det hela. De övertygar Kara att följa med till Jor-Els fort för att återställa sitt minne. Hon är nämligen den enda som kan rädda Clark. |    |              |                 |                                 |                       |                |
| 147 | 15 | "Veritas"    | James Marshall  | Kelly Souders & Brian Peterson  | 27 mars 2008          | 3T6315         |
| Clark måste lära sig att flyga för att kunna stoppa Brainiac, och Kara blir hans lärare. Men när Clark inte lär sig att flyga, tappar han som vanligt tålamodet och säger till Kara att de får besegra Brainiac på ett annat sätt. |    |              |                 |                                 |                       |                |
| 148 | 16 | "Descent"    | Ken Horton      | Don Whitehead & Holly Henderson | 17 april 2008         | 3T6316         |
| Ingen går säker när Lex söker efter hemligheten med Veritas, och Clark försöker stoppa honom. Lex mördar sin far, Lionel, genom att knuffa honom genom ett sönderskjutet fönster på LuthorCorp. |    |              |                 |                                 |                       |                |
| 149 | 17 | "Sleeper"    | Whitney Ransick | Caroline Dries                  | 24 april 2008         | 3T6317         |
| När Clark söker upp Brainiac för att tvinga honom att uppfylla sin del av överenskommelsen och bota Lana, går Chloe och Jimmy till attack mot regeringen. |    |              |                 |                                 |                       |                |
| 150 | 18 | "Apocalypse" | Tom Welling     | Al Septien & Turi Meyer         | 1 maj 2008            | 3T6318         |
| När Clark börjar undra om världen vore en bättre plats om han aldrig kommit till Smallville, visar Jor-El honom hur det egentligen skulle sett ut om Clark aldrig funnits. Och resultaten blir så dåliga att Clark måste tillsammans med Lois stoppa Lex från att ödelägga USA med kärnvapen. Om Lex lyckas kommer ett annat land få skulden för händelsen och Tredje Världskriget kommer att bryta ut. |    |              |                 |                                 |                       |                |
| 151 | 19 | "Quest"      | Kenneth Biller  | Holly Harold                    | 8 maj 2008            | 3T6319         |
| Efter att Lex blir attackerad av en mystisk främling får han och Clark reda på vem den sista medlemmen i Veritasgruppen är. Han gömmer sig i en kyrka och bär på en åtråvärd hemlighet. |    |              |                 |                                 |                       |                |
| 152 | 20 | "Arctic"     | Todd Slavkin    | Don Whitehead & Holly Henderson | 15 maj 2008           | 3T6320         |
| I säsongsfinalen återvänder Clark till fortet för att uppfylla sitt öde och under tiden vaknar Lana ur sin koma och Chloe blir arresterad av regeringen. Men när Lex upptäcker fortet och hinner dit före Clark, resulterar det i att fortet rasar samman och Clark och Lex försvinner spårlöst. |    |              |                 |                                 |                       |                |

- I Kanada sändes alla avsnitt under denna säsong, en dag tidigare än i produktionslandet, USA.[1]

## Säsong 8
| Nr | Nr | Titel         | Regissör       | Manus                                                          | Sändningsdatum    | Produktionskod |
| --- | -- | ------------- | -------------- | -------------------------------------------------------------- | ----------------- | -------------- |
| 153 | 1  | "Odyssey"     | Kevin Fair     | Kelly Souders & Brian Peterson & Todd Slavkin & Darren Swimmer | 18 september 2008 | 3T7451         |
| Medlemmarna i Justice League letar efter Clark på Arktis, och hittar honom i Ryssland. Lex däremot är spårlöst försvunnen, liksom Clarks superkrafter. Green Arrow (Oliver Queen) blir drogad, och det slutar med att han skjuter Clark med två pilar. Chloe försöker rädda Clark med sina krafter men de är borta. Clark får tillbakablickar och ser Lana Lang, Martha och Jonathan Kent och precis innan han dör kommer Martian Manhunter till undsättning. |    |               |                |                                                                |                   |                |
| 154 | 2  | "Plastique"   | Rick Rosenthal | Don Whitehead & Holly Henderson                                | 25 september 2008 | 3T7452         |
| På Clarks första dag på jobbet sprängs en buss utanför The Daily Planet. Clark är direkt på plats och räddar bland annat Tess Mercer, som visar sig vara hans nya chef. Lois och Clark undersöker orsaken till olyckan och bevisen leder till att någon meteorinfekterad kan ligga bakom. Samtidigt hjälper Chloe en av de drabbade i bussolyckan tillsammans med sjukvårdaren Davis Bloome. |    |               |                |                                                                |                   |                |
| 155 | 3  | "Toxic"       | Mairzee Almas  | Caroline Dries                                                 | 2 oktober 2008    | 3T7453         |
| Oliver blir förgiftad på en välgörenhetsfest men vägrar fara till sjukhuset. I sitt sjuka tillstånd drömmer Oliver om sitt förflutna; om första gången han kom i kontakt med giftet, hur han blev Green Arrow samt hur han träffade Tess. Samtidigt försöker Chloe och Clark komma på hur de ska få tag i ett motgift medan Lois oroligt vakar vid Olivers sida. |    |               |                |                                                                |                   |                |
| 156 | 4  | "Instinct"    | James Conway   | Al Septien & Turi Meyer                                        | 9 oktober 2008    | 3T7454         |
| Tess och ett forskningsteam gör prover på Clarks kristall som hon fick tag i på Arktis, som resulterar att en ljusstråle skapas och som skickas iväg ut i rymden. Detta får drottningen från Almerac som kallar sig Maxima att komma till jorden för att hitta sin själsfrände. Maximas krafter är för stora för dödliga och en kyss från henne dödar dem alla. Hon tar till slut sikte på kryptoniern Clark Kent. |    |               |                |                                                                |                   |                |
| 157 | 5  | "Committed"   | Glen Winter    | Bryan Miller                                                   | 16 oktober 2008   | 3T7455         |
| Chloe och Jimmy blir kidnappade av en psykiskt sjuk juvelhandlare som blev det efter att han fått veta att hans fru varit otrogen mot honom, och nu kidnappar han förlovade par och testar dem i en kryptonitdriven lögndetektor som elchockar dem om de ljuger. Lois ber Clark om hjälp att hitta Chloe och Jimmy och Lois får idén att hon och Clark ska agera som ett nyförlovat par och besöker varje affär i Metropolis som har något med bröllop att göra. Men situationen blir sämre när Lois kidnappas och Clark åker fast efter att ha sprungit rätt in i juvelerarens högkvarter där kryptonitmaskinen står.                                 |    |               |                |                                                                |                   |                |
| 158 | 6  | "Prey"        | Michael Rohl   | Kelly Souders & Brian Peterson                                 | 23 oktober 2008   | 377456         |
| En seriemördare härjar i Metropolis, och han är alltid ett steg före Clark. Samtidigt börjar Davis misstänka att det är något konstigt med honom. |    |               |                |                                                                |                   |                |
| 159 | 7  | "Identity"    | Mairzee Almas  | Todd Slavkin & Darren Swimmer                                  | 30 oktober 2008   | 3T7457         |
| Jimmy är nära att få reda på Clarks hemlighet men Green Arrow hjälper till i sista stund och räddar sig själv samtidigt. Lois går på en dejt med en minnesläsare som jobbar för Tess. |    |               |                |                                                                |                   |                |
| 160 | 8  | "Bloodline"   | Michael Rohl   | Caroline Dries                                                 | 6 november 2008   | 3T7459         |
| Clark får ett paket som innehåller den hittills försvunna Kunskapskristallen, källan till Ensamhetens fort. När Clark rör vid den skickas han till Fantomzonen, och Lois hänger med. Där träffar de Kara som suttit instängd där sedan hennes och Brainiacs fight. Kara försöker öppna en portal åt Lois innan det är för sent men Zods fru, Faora, lyckas rymma genom att ta över Lois kropp och fortsätter till Metropolis och skapar mycket svårigheter för Clark att fixa till igen. Kara ger sig av för att hitta den kryptoniska staden Kandor, som sägs ha överlevt när Krypton exploderade.                                                    |    |               |                |                                                                |                   |                |
| 161 | 9  | "Abyss"       | Kevin Fair     | Don Whitehead & Holly Henderson                                | 13 november 2008  | 3T7458         |
| Jimmy är nära att få reda på Clarks hemlighet men Green Arrow hjälper till i sista stund och räddar sig själv samtidigt. Lois går på en dejt med en minnesläsare som jobbar för Tess. |    |               |                |                                                                |                   |                |
| 162 | 10 | "Bride"       | Jeannot Szwarc | Al Septien & Turi Meyer                                        | 20 november 2008  | 3T7460         |
| Det är dags för Chloe och Jimmy att gifta sig. Oliver far till Kuba efter att en källa avslöjat att Lex gömmer sig där men Oliver stöter istället på Lana, som också är på jakt efter Lex. Bröllopet får ett abrupt slut när Doomsday våldgästar festen. |    |               |                |                                                                |                   |                |
| 163 | 11 | "Legion"      | Glen Winter    | Geoff Johns                                                    | 15 januari 2009   | 3T7461         |
| Clark försöker ta reda på vart Doomsday har fört Chloe. The Persuader dyker upp från ingenstans och attackerar Clark. Clark får oväntad hjälp av Cosmic Boy, Saturn Girl och Lightning Lad, tre hjältar av den framtida gruppen Legion of Super-Heroes att stoppa The Persuader och för att sedan stoppa Brainiac, som nu tagit över Chloe helt. |    |               |                |                                                                |                   |                |
| 164 | 12 | "Bulletproof" | Morgan Beggs   | Bryan Miller                                                   | 22 januari 2009   | 3T7462         |
| John Jones blir skjuten i tjänsten men Clark misstänker att det är ett insiderjobb och går därför under täckmantel hos polisen för att hitta förövaren. |    |               |                |                                                                |                   |                |
| 165 | 13 | "Power"       | Allison Mack   | Todd Slavkin & Darren Swimmer                                  | 29 januari 2009   | 3T7463         |
| När Lana försvinner berättar Tess för Clark varför Lana egentligen lämnade honom sju månader tidigare. Hon berättar också varför Lana kom tillbaka. |    |               |                |                                                                |                   |                |
| 166 | 14 | "Requiem"     | Michael Rohl   | Don Whitehead & Holly Henderson                                | 5 februari 2009   | 3T7464         |
| Oliver Queen försöker ta över LuthorCorp och under ett möte mellan honom och dess styrelse exploderar en bomb som dödar hela styrelsen men lämnar Oliver som enda överlevande. Clark och Lana beslutar sig för att undersöka saken tillsammans. Oliver verkar dock inte berätta allt han vet och när bevisen leder till en leksaksmakare som verkar jobba för Lex Luthor, måste Clark och Lana ta ett svårt beslut som ändrar deras liv för alltid. |    |               |                |                                                                |                   |                |
| 167 | 15 | "Infamous"    | Glen Winter    | Caroline Dries                                                 | 12 mars 2009      | 3T7465         |
| När Linda Lake återvänder och hotar att avslöja Clarks hemlighet för världen, bestämmer Clark sig för att själv berätta sin historia, med Lois hjälp. Clark blir snabbt populär bland Metropolis invånare men alla är inte nöjda. De som har förlorat någon eller något efter ett brott eller en olycka vill inte veta av Clark eller hans hjältenamn "Red-Blue Blur" och detta ser Linda som ett perfekt tillfälle att ta tillbaka sin heder, och ljuger ihop en historia om att Clark bara är en av en grym och ondskefull civilisation som planerar en invasion.                                                                                    |    |               |                |                                                                |                   |                |
| 168 | 16 | "Turbulence"  | Kevin Fair     | Al Septien & Turi Meyer                                        | 19 mars 2009      | 3T7466         |
| Tess ber Clark följa med henne till en presskonferens men på väg dit sker en olycka som ställer Clark inför valet att rädda Tess och därmed avslöja sina krafter eller att låta henne dö. Samtidigt kämpar Davis med att kontrollera monstret inom sig, Jimmy råkar dock se något som försvårar läget. |    |               |                |                                                                |                   |                |
| 169 | 17 | "Hex"         | Mairzee Almas  | Bryan Miller                                                   | 26 mars 2009      | 3T7467         |
| Chloe får känna på hur det är att leva som Lois efter att en kvinna med magiska krafter, Zatanna Zatara, uppfyllt en önskan åt henne. När Chloe och Clark letar reda på Zatanna för att få henne att ändra tillbaka önskningen får dock Clark en önskan uppfylld som gör att han glömmer bort sina krafter. |    |               |                |                                                                |                   |                |
| 170 | 18 | "Eternal"     | James Marshall | Brian Peterson & Kelly Souders                                 | 2 april 2009      | 3T7468         |
| Davis söker hjälp hos Chloe medan Tess försöker få Clarks hjälp att döda Davis. Vi får även veta mer om Davis bakgrund. Clark får äntligen reda på sanningen om Davis/Doomsday. |    |               |                |                                                                |                   |                |
| 171 | 19 | "Stiletto"    | Kevin Fair     | Caroline Dries                                                 | 23 april 2009     | 3T7469         |
| Lois känner att hennes karriär är på nedåtgående och tror att ett riktigt nyhetsscoop är enda räddningen. När hon räddar Chloe från några rånare tar hon tillfället i akt och säger att Chloe i själva verket räddats av en ny hjälte i Metropolis: Stiletto. Läget försvåras dock när Lois redaktör kräver bilder och Clark försöker hitta den nya hjältinnan eftersom hon kan vara hans enda hopp att hitta Chloes stulna dator. Datorn innehåller nämligen viktig information om ”Justice League”. |    |               |                |                                                                |                   |                |
| 172 | 20 | "Beast"       | Michael Rohl   | Genevieve Sparling                                             | 30 april 2009     | 3T7470         |
| Clark misstänker att Davis inte är död och undersöker saken. Jimmys drogberoende leder till att han ber Oliver om pengar men Olivers svar är inte det han väntat sig. Samtidigt tar Chloe ett avgörande beslut. |    |               |                |                                                                |                   |                |
| 173 | 21 | "Injustice"   | Tom Welling    | Al Septien & Turi Meyer                                        | 7 maj 2009        | 3T7471         |
| Tess försöker spåra Davis med hjälp av ett team, bestående av Plastique, Parasite, Livewire, Neutron och Eva Greer. Clark är också på jakt efter Davis, men han har andra planer för Davis. |    |               |                |                                                                |                   |                |
| 174 | 22 | "Doomsday"    | James Marshall | Brian Peterson & Kelly Souders                                 | 14 maj 2009       | 3T7472         |
| Oliver säger åt Clark att döda Davis, för att Doomsday är för farlig och måste stoppas till varje pris. Clark slits mellan två val, ta ett människoliv eller inte, så Oliver och hans team tar saken i egna händer. Lois möter Tess i en fight men får en chockerande vändning. Under tiden separerar Chloe Doomsday från Davis med hjälp av svart kryptonit men Davis mänskliga sida visar sig vara lika ond som Doomsday själv. Säsong 8:s slut tar en chockerande vändning när The Orb försvinner från Tess. Hon hittar den utanför huset men efter ett explosion upptäcker hon en naken man, stående i General Zods husmärke och som viskar "Zod". |    |               |                |                                                                |                   |                |

## Säsong 9
| Nr | Nr | Titel                      | Regissör          | Författare                                  | Sändningsdatum    | Prodduktionskod |
| --- | -- | -------------------------- | ----------------- | ------------------------------------------- | ----------------- | --------------- |
| 175 | 1  | "Savior"                   | Kevin Fair        | Kelly Souders & Brian Peterson              | 25 september 2009 | 3X5251          |
| Säsong 9 börjar med att Lois kommer tillbaka från framtiden efter att hon rört Clarks Legionring med en "lönnmördare" som säger sig vara från Krypton. Chloe ber Clark använda Legionringen för att åka tillbaka i tiden och rädda Jimmy, Clark vill inte göra det vilket gör Chloe besviken. Samtidigt har Zod kommit till jorden, men utan några övernaturliga krafter. Han håller Tess Mercer fången på Luthor Mansion med sin armé av Kandorier. |    |                            |                   |                                             |                   |                 |
| 176 | 2  | "Metallo"                  | Mairzee Almas     | Don Whitehead & Holly Henderson             | 2 oktober 2009    | 3X5252          |
| John Corben (ny anställd på Daily Planet) vaknar upp med ett "meteroithjärta" efter att ha blivit påkörd av en bil, och blir superskurken Metallo. Han vill sedan hämnas på "Red-Blue Blur" (Clark). Lois blir kidnappad av Corben, Clark kommer till undsättning. Clark kommer tillbaka till Daily Planet. |    |                            |                   |                                             |                   |                 |
| 177 | 3  | "Rabid"                    | Michael Rohl      | Jordan Hawley                               | 9 oktober 2009    | 3X5253          |
| Ett aggressivt virus släpps ut i luften och som gör att människor blir till zombies. Lois blir infekterad av en zombie på Daily Planet och för att bota alla infekterade och stoppa spridningen av viruset måste Clark donera lite av sitt blod till Chloe och Dr. Hamilton så de kan göra ett botemedel, där blod från en krypton är ett måste. Men det sätter även Clark i en farlig situation där Zod kan få reda på var Clark finns. |    |                            |                   |                                             |                   |                 |
| 178 | 4  | "Echo"                     | Wayne Rose        | Bryan Miller                                | 16 oktober 2009   | 3X5254          |
| Clark får en ny tillfällig förmåga, att kunna höra andras tankar. Tess Mercer tvingar Oliver Queen att komma till en gala, men saker går fel när "Toyman" dyker upp igen med en plan att ta hämnd på Oliver, med en bomb och ett tal som Oliver ska läsa upp för galagästerna. Toyman ska tvinga Oliver att avslöja att han mördade Lex Luthor. |    |                            |                   |                                             |                   |                 |
| 179 | 5  | "Roulette"                 | Kevin Fair        | Genevieve Sparling                          | 23 oktober 2009   | 3X5256          |
| Oliver blir drogad och kidnappad av en kvinna vid namn Victoria Sinclair aka Roulette. Hon berättar för Oliver att han nu är involverad i ett farligt spel och måste då slåss för sitt liv. Efter att Victoria hittas död grips Oliver av polisen och han vänder sig då till Chloe om hjälp. |    |                            |                   |                                             |                   |                 |
| 180 | 6  | "Crossfire"                | Michael Rohl      | Don Whitehead & Holly Henderson             | 30 oktober 2009   | 3X5257          |
| Oliver försöker hjälpa en gatflicka vid namn Mia Dearden att få bort henne från sitt farliga liv och erbjuder henne att träna henne, men hon förråder honom. Samtidigt vill Lois ha Clarks hjälp att få jobbet som en värd i en tv-show, men båda blir chockade när tv-bolaget vill anställa dem båda som ett tv-värdsteam i showen. |    |                            |                   |                                             |                   |                 |
| 181 | 7  | "Kandor"                   | Jeannot Szwarc    | Al Septien & Turi Meyer                     | 6 november 2009   | 3X5258          |
| Jor-El kommer mystiskt till Clarks gård, men stöter istället på Chloe. Samtidigt blir Zod övertygad om att det är Jor-El som är The Blur och tvingar Tess att hjälpa honom så att han kan få reda på källan till Jor-Els krafter. När Clark får reda på att Jor-El lever måste han hitta honom innan Zod gör det och dödar honom. |    |                            |                   |                                             |                   |                 |
| 182 | 8  | "Idol"                     | Glen Winter       | Anne Cofell Saunders                        | 13 november 2009  | 3X5255          |
| Superhjältetvillingarna Zan och Jayna dyker upp i Metropolis för att hjälpa The Blur att bekämpa brottsligheten, men efter att tvillingarna rör till det vid ett par brottsplatser hamnar Clark/The Blur på djupt vatten hos distriktsåklagaren Raymond Sacks i Metropolis. Clark bestämmer sig för att reda ut alltihop och fångar in tvillingarna och tar dem till Watchtower. Där förhör Chloe, Zan och Jayna och får ut att de har fått folk att tro att de är utbytesstudenter från Sverige men även i Watchtower rör de till det. När Clark pratar med Lois som The Blur saboterar tvillingarna av olyckshändelse maskinen som förvränger Clarks röst och Lois hör istället för The Blurs hårda röst Clarks röst och Lois tror nu att Clark är The Blur. |    |                            |                   |                                             |                   |                 |
| 183 | 9  | "Pandora"                  | Morgan Beggs      | Drew Landis & Julia Swift                   | 20 november 2009  | 3X5259          |
| Tess kidnappar Lois för att ta reda på vart hon försvann i veckor. Lois minne av framtiden visar Metropolis under Zods styre och Clark utan krafter under en röd sol, medan Chloe och Oliver bildar en motståndsrörelse. Efter att Clark lärt sig om dessa framtida händelser tar han ett viktigt beslut om Zod. |    |                            |                   |                                             |                   |                 |
| 184 | 10 | "Disciple"                 | Mairzee Almas     | Jordan Hawley                               | 29 januari 2010   | 3X5260          |
| Olivers förflutna jagar honom och kommer till slut ifatt honom i form av The Dark Archer, Olivers forna mentor. The Dark Archer söker hämnd på sin forna elev och siktar in sig på Lois och Chloe. Oliver blir tvungen att möta The Dark Archer när han kidnappar Mia Dearden, också känd som Speedy, men Oliver blir pressad till sin mentala gräns om rätt och fel och Clark superspringer för att hinna fram för att stoppa The Dark Archer från att få sin hämnd och för att stoppa Oliver innan han gör ännu ett misstag. |    |                            |                   |                                             |                   |                 |
| 185 | 11 | "Absolute Justice, Part 1" | Glen Winter       | Geoff Johns                                 | 5 februari 2010   | 3X5262          |
| En man som heter Sylvester Pemberton söker upp Chloe och berättar för henne att han känner till Olivers Justice League och behöver deras hjälp. Men innan han hinner förklara vem han är blir han mördad av mördaren Icicle. Clark, Chloe, och Olivers undersökning av mordet resulterar i att Clark först hittar Wesley Dodds/Sandman mördad och sedan kidnappas Clark av Dr. Fate, och Oliver blir attackerad av Hawkman. Clark vaknar upp i ett gammalt hus och där träffar han Kent Nelson/Dr. Fate, Carter Hall/Hawkman och Courtney Whitmore/Star Girl i det gamla högkvarteret som en gång tillhörde Justice Society of America. |    |                            |                   |                                             |                   |                 |
| 186 | 12 | "Absolute Justice, Part 2" | Tom Welling       | Geoff Johns                                 | 5 februari 2010   | 3X5263          |
| Courtney ber Clark att hjälpa Justice Society of America att hitta Icicle, mördaren som vill döda alla forna medlemmar. Clark Kent/The Blur, John Jones/Martian Manhunter, Oliver Queen/Green Arrow och Chloe Sullivan/Watchtower slår sig ihop med det gamla teamet för att hitta Icicle och stoppa honom. Clark får under ett samtal med Dr. Fate reda på att Lex Luthor fortfarande lever, men Nelson vet inte var han befinner sig just nu. Under tiden får Lois ett mystiskt paket från en grupp som kallar sig Checkmate, som leds av agenten Amanda Waller. |    |                            |                   |                                             |                   |                 |
| 187 | 13 | "Warrior"                  | Allison Mack      | Bryan Miller                                | 12 februari 2010  | 3X5261          |
| Clark träffar åter Zatanna på en serietidningskonferens och där berättar hon att hennes far förtrollade ett exemplar av serietidningen Warrior Angel och att serietidningen nu innehåller magiska krafter. En ung kille som heter Stephen stjäl tidningen från Zatanna, får superkrafter och förvandlas till Warrior Angel. Han hinner knappt få fundera på vad som hänt innan han räddar Chloe från en fruktansvärd olycka. Men Clark ser Stephens nyfunna krafter allt annat än problemfritt och när Stephen blir precis det som Clark och Zatanna fruktade måste de stoppa honom innan han dödar Chloe. |    |                            |                   |                                             |                   |                 |
| 188 | 14 | "Persuasion"               | Christopher Petry | Anne Cofell Saunders                        | 19 februari 2010  | 3X5264          |
| Det är Alla hjärtans dag och medan Clark är på dejt med Lois blir han omedvetet infekterad av ädelstens kryptonit, som ger en kraften att uppfylla ens önskningar. Clark berättar för Lois att han vill ha ett mer traditionell relation med henne, och innan sista ordet är sagt har Lois slutat på Daily Planet, flyttat in hos Clark i Smallville och börjat planera deras bröllop. Fortfarande omedveten om sin nya kraft säger Clark till Chloe att han vill att hon ska hålla bättre utsikt åt honom, så hon ställer sig in på ett nytt mål - Lois. |    |                            |                   |                                             |                   |                 |
| 189 | 15 | "Conspiracy"               | Turi Meyer        | Al Septien & Turi Meyer                     | 26 februari 2010  | 3X5265          |
| Bernard Chrisholm, en doktor som dog och sedan väcktes till liv igen av Kandorerna så de kan utföra experiment på honom, rymmer och kidnappar några Kandorer så han kan visa att utomjordingar har invaderat jorden. Bernard försöker få Lois att skriva en artikel, men när hon vägrar kidnappas hon av Bernard. Zod går undercover som reporter på Daily Planet så att han kan rädda sitt folk och hämnas på Bernard. Clark och Chloe får upp ett spår och Clark måste hitta Bernard innan han dödar Zod, Lois och Kandorerna. |    |                            |                   |                                             |                   |                 |
| 190 | 16 | "Escape"                   | Kevin Fair        | Genevieve Sparling                          | 2 april 2010      | 3X5266          |
| Clark och Lois sticker från Metropolis för en romantisk semester, men semesterplanerna förstörs när de träffar Chloe och Oliver på samma Bed & Breakfast Inn. Och deras pinsamma möte störs snart av den nyligen förrymde och ondskefulla anden Silver Banshee som sätter sitt sikte på Clark och Oliver. Under tiden möter Tess Zod med ett överraskande resultat. |    |                            |                   |                                             |                   |                 |
| 191 | 17 | "Checkmate"                | Tim Scanlan       | John Chisholm                               | 9 april 2010      | 3X5267          |
| Tess kidnappar Green Arrow och ger honom till Amanda Waller, som berättar för honom att regeringen vill rekrytera honom för att han ska tjäna sitt land. Oliver flyr dock innan de hinner avslöja hans hemliga identitet som Green Arrow. Clark, Chloe och Oliver börjar undersöka saken och Clark blir överraskad när han finner att John Jones/Martian Manhunter också utreder kidnappandet av Oliver. Clark känner dock att John undanhåller Clark information. Tess avslöjar att Amanda Waller är ute efter något som kallas "Watchtower", och Waller hotar med att döda Chloe om Clark inte ger henne den information hon vill ha, det vill säga alla namn som deltar i Olivers "Justice League" och var de befinner sig någonstans. |    |                            |                   |                                             |                   |                 |
| 192 | 18 | "Upgrade"                  | Michael Rohl      | Drew Landis & Julia Swift                   | 16 april 2010     | 3X5268          |
| Zod poserar fortfarande som "The Blur" och ber Lois att undersöka ett av Tess hemliga labb. En explosion skakar labbet, och Lois räddas av John Corben/Metallo som var försökskanin i flera experiment. Samtidigt undersöker Clark explosionen och blir utsatt för röd kryptonit. En infekterad Clark tar Zod till fästningen och Tess vänder sig till Chloe om hjälp och de skickar in John Corben för att stoppa Clark från att avslöja alla sina hemligheter. |    |                            |                   |                                             |                   |                 |
| 193 | 19 | "Charade"                  | Brian Peterson    | Don Whitehead & Holly Henderson             | 23 april 2010     | 3X5269          |
| Lois börjar undersöka den tidiga frigivningen av ex-distriktsåklagaren Raymond Sacks på uppdrag av nya chefredaktören Franklin Stern, men hon tvingas lägga ner det när hon blir hotad av honom med en pistol. Clark/The Blur räddar henne men hamnar på en film och filmaren planerar att sälja fotona till Sacks. Både Clark och Lois försöker stoppa leveransen av fotona och stöter därför på Maxwell Lord, en rik snubbe som arbetar på Checkmate och försöker få tag på The Blurs hemliga identitet så han kan undanröja honom. Samtidigt upptäcker Chloe Zods hemlighet. |    |                            |                   |                                             |                   |                 |
| 194 | 20 | "Sacrifice"                | Kevin Fair        | Justin Hartley & Bryan Miller & Walter Wong | 30 april 2010     | 3X5270          |
| Tess bryter sig in i Watchtower och utlöser ett larm som Chloe installerat, som i slutändan låser in båda två. Chloe inser att kandorierna laddar ner data från Watchtowers server, och Chloe tvingas göra en drastisk åtgärd. Oliver bestämmer sig för att konfrontera Zod och får i slutändan ett "Z" inbränt i bröstet. Clark upptäcker den hemska sanningen om att Zod har gett kandorierna superkrafter. Amanda Waller hotar Faora och Zod attackerar Checkmate-agenten. Clark dyker upp och räddar Waller men Faora kan inte sluta tänka på att Zod har blivit galen och Zod bränner till slut ner Checkmates högkvarter och attackerar Waller och nyförvärvet Stuart Campbell. |    |                            |                   |                                             |                   |                 |
| 195 | 21 | "Hostage"                  | Glen Winter       | Jordan Hawley & Anne Cofell Saunders        | 7 maj 2010        | 3X5271          |
| När Clark återvänder hem till sin gård i Smallville finner han Martha Kent, tillsammans med sin nya pojkvän Perry White. Lois och Perry träffas och inser att de jobbar på samma artikel om the Red Queen och bestämmer sig för att samarbeta med storyn, och hamnar till slut i stor fara. Clark och Chloe börjar samtidigt söka efter Raos bok, som de tror innehåller information om hur man kan stoppa den ondskefulla Zod och hans armé. Under tiden blir Oliver och Tess tagna som gisslan av Maxwell Lord på Luthor Mansion. |    |                            |                   |                                             |                   |                 |
| 196 | 22 | "Salvation"                | Greg Beeman       | Al Septien & Turi Meyer                     | 14 maj 2010       | 3X5272          |
| Clark ser en bit av sin framtid och får en present från Martha Kent. Tess konfronterar Zod i Ensamhetens fort men blir själv bränd, och Zod släpper loss sin armé och attackerar jorden. Chloe och Oliver diskuterar tillsammans med Carter Hall/Hawkman, Courtney Whitmore/Star Girl, John Jones/Martian Manhunter, Dinah Lance/Black Canary och Victor Stone/Cyborg vad de ska göra med kandorierna. Clark visar Raos bok för dem och säger att han ska stoppa dem själv. Tveksamma går superhjältarna med på Clarks förslag och Clark finner en döende Tess i Ensamhetens fort. Tess tas till Metropolis sjukhus där hon avlider. En gammal dam sitter utanför rummet där Tess döda kropp ligger och den gamla damen tar tag i en väska, går in i rummet och stänger dörren. Oliver fixar fram en egen satellit till Chloe men när Oliver skall smyga sig in i ett kontrollrum blir han angripen och kidnappad av främmande varelser. Clark själv konfronterar Zod och hans soldater från Kandor på tornet Crow's Nest och en strid mellan Clark och Zod bryter ut. |    |                            |                   |                                             |                   |                 |

## Säsong 10
| Nr | Nr | Titel            | Regi              | Manus                                 | Sändningsdatum    | Produktionskod |
| --- | -- | ---------------- | ----------------- | ------------------------------------- | ----------------- | -------------- |
| 197 | 1  | "Lazarus"        | Kevin Fair        | Don Whitehead & Holly Henderson       | 24 september 2010 | 3X6001         |
| Clark landar efter sitt fall när Zods port stängs. Lois hittar Clarks livlösa kropp och drar bort den blå kryptoniten från hans kropp så Clark kan självläka. För att skydda honom så gott som möjligt smiter Lois iväg innan Clark hinner vakna upp. Chloe är fortfarande i chock efter att Oliver blivit bortrövad av okända fiender och vänder sig till en tveksam källa för svar. Tess vaknar upp på ett övergivet sjukhus med namnet Cadmus Labs, och hittar en liten pojke där som heter Alexander där, men också många kloner av Lex Luthor. Lois hittar Clarks framtida dräkt, Superman-dräkten i ladan och Jonathan Kent kommer tillbaka till gården från andra sidan för att ge Clark råd och vägledning. Samtidigt sprider sig en svart rök på Crow's Nest och formar sig till en svart vrålande figur, Darkseid. |    |                  |                   |                                       |                   |                |
| 198 | 2  | "Shield"         | Glen Winter       | Jordan Hawley                         | 1 oktober 2010    | 3X6002         |
| Lois bestämmer sig för att åka till Egypten och Daily Planet sätter då in en ersättare under tiden. Ersättaren heter Cat Grant och träffar där Clark. I Egypten dyker Carter Hall/Hawkman upp och träffar på Lois, som han skall hålla ett öga på. Carter berättar om sin fru Shayera Hall/Hawkgirl för Lois. I Metropolis siktar en lönnmördare vid namn Deadshot in sig på Cat Grant och Clark sätter på sig The Blur-dräkten för att skydda henne, men snart inser han att det är The Blur själv som Deadshot vill åt. Det visar sig att Cat har foton på ett par som torterar andra människor och Oliver Queen/Green Arrow gör nu allt för att ta bilderna ifrån henne. |    |                  |                   |                                       |                   |                |
| 199 | 3  | "Supergirl"      | Mairzee Almas     | Anne Cofell Saunders                  | 8 oktober 2010    | 3X6003         |
| Clark blir förvånad när Kara återvänder till jorden för att stoppa den kommande ondskan. Hon fick uppdraget av Jor-El eftersom han inte tror att Clark kan hantera den. Under tiden konfronterar Lois en radiopratare vid namn Godfrey efter att han skapat ett korståg mot alla hjältar och hotat Green Arrow. Godfrey blir besatt av den mörka kraften och tar Lois som gisslan och det är upp till Clark och Kara att försöka rädda henne innan Godfrey dödar henne. I ett försök att återupprätta alla hjältars heder efter att Godfrey slagit sönder den men också för att få tillbaka Chloe avslöjar Oliver sig själv som Green Arrow för världen. |    |                  |                   |                                       |                   |                |
| 200 | 4  | "Homecoming"     | Jeannot Szwarc    | Brian Peterson & Kelly Souders        | 15 oktober 2010   | 3X6004         |
| I ett försök att muntra upp Clark tar Lois med honom till deras femåriga skolträff. Och när Clark kommer tillbaka till Smallville High inser han hur allt har förändrats, minnen med Lana och Chloe kommer tillbaka, och Lois blir rasande när ingen minns hennes tjugotre dagar på skolan som elev. Brainiac 5.0 använder sin Legion-ring och åker tillbaka i tiden för att visa Clark förflutna, nutid och framtid. Han visar det som verkligen hände natten då Jonathan dog, hur Oliver känner sig för tillfället då han har avslöjat sig för världen som Green Arrow och Clarks framtid med Lois på Daily Planet, där hon och Clark är gifta och att hon vet allt om honom. Samtidigt som detta händer så kommer även Clarks gamla fiende och insektspojken Greg Arkin tillbaka till Smallville High. |    |                  |                   |                                       |                   |                |
| 201 | 5  | "Isis"           | James Marshall    | Genevieve Sparling                    | 22 oktober 2010   | 3X6005         |
| Lois bestämmer sig för att berätta för Clark att hon vet att han är The Blur, men hon råkar aktivera en gammal egyptisk artefakt som förvandlar henne till gudinnan Isis, med egna superkrafter. Clark och Oliver vänder sig till Tess för hjälp. Men de inser att det bara blir värre när Cat Grant råkar se Lois/Isis använda sina superkrafter och tänker bevisa att det är Lois som är The Blur. Clark bestämmer sig för att berätta om sin hemlighet för Lois, vilket han gör. |    |                  |                   |                                       |                   |                |
| 202 | 6  | "Harvest"        | Turi Meyer        | Al Septien & Turi Meyer               | 29 oktober 2010   | 3X6006         |
| Clark är orolig för Lois säkerhet så han tar henne bort från Metropolis för att hon inte skriva om den senare nyheten Vigilante Registration Act utan fokusera på en annan story. Lois blir förbannad när Clark berättar det och plötsligt går däcken sönder mitt ute i ingenstans. Nu måste de komma på ett sätt att komma därifrån, speciellt när Lois hamlar i stor fara. Under tiden försöker Tess hitta ett botemedel till lilla Alexander som hela tiden åldras. |    |                  |                   |                                       |                   |                |
| 203 | 7  | "Ambush"         | Christopher Petry | Don Whitehead & Holly Henderson       | 5 november 2010   | 3X6007         |
| General Sam Lane och Lucy Lane bestämmer sig för att titta förbi hos Clark och Lois över en Thanksgiving-middag. Clark och Sam får genast en tuff början när generalen hotar superhjältarna och tänker göra allt för att Vigilante Registration Act ska träda i kraft. Och helt plötsligt står Lois mellan valen att göra sin far stolt och Clarks kärlek till henne. Under tiden lurar chefen för Suicide Squad Rick Flag, som nu försöker få Vigilante Registration Act nedlagd Lucy Lane så att Clark ska komma bort från Kent Farm, länge nog för att Rick Flag ska kunna ta sig in i huset och mörda generalen. |    |                  |                   |                                       |                   |                |
| 204 | 8  | "Abandoned"      | Kevin Fair        | Drew Landis & Julia Swift             | 12 november 2010  | 3X6008         |
| Lois hittar ett gammalt videoband gjort till henne av Lois mamma, Ella Lane, innan hon dog. Efter att ha sett videon gör Lois ett drastiskt beslut om hennes och Clarks relation vilket för henne till Ensamhetens Fort där hon träffar Jor-El och Lara-El. Under tiden har Tess en mardröm som involverar Tess som liten flicka och en speldosa, och när hon vaknar hittar hon samma speldosa på Luthor Mansion och börjar leta efter den person som satt den där. Clark följer Tess till ett gammalt barnhem som drivs av en Granny Goodness, som kanske inte har de unga flickornas bästa för ögonen. En av de unga kvinnorna, Harriet, finner Clark snokande omkring och beslutar att ta saken i egna vassa händer. |    |                  |                   |                                       |                   |                |
| 205 | 9  | "Patriot"        | Tom Welling       | John Chisholm                         | 19 november 2010  | 3X6009         |
| I ett försök att skydda resten av sitt team bestämmer Oliver sig för att gå med i Vigilante Registration Act, men också för att ta reda på vad regeringen skall göra med denna nya lag. Precis som han misstänkte var det en fälla för att locka alla superhjältar till en och samma plats och han slängs in i ett fängelse och torteras av en viss Col. Slade Wilson/Deathstroke. Clark bestämmer sig för att befria Oliver och får hjälp av Arthur Curry/Aquaman och hans nyblivna hustru Mera. Lois blir förbannad på Clark när han tackar nej till hennes erbjudanden om att hjälpa teamet och bestämmer sig för att visa att hon också kan leka med de stora pojkarna. |    |                  |                   |                                       |                   |                |
| 206 | 10 | "Luthor"         | Kelly Souders     | Bryan Q Miller                        | 3 december 2010   | 3X6010         |
| Tess finner en gammal kryptonsk spegellåda som en gång tillhörde Lionel Luthor. När Clark av misstag aktiverar den skickas han till en parallell värld där det var Lionel Luthor som fann Clark på majsfältet och inte Martha och Jonathan Kent. I denna värld är Clark Luthor en mördare och Lois är förlovad med Oliver och båda hatar honom. Clark måste nu vara extremt försiktig så att han inte avslöjar att han inte är Lionels son samtidigt att han måste hitta ett sätt att komma tillbaka till sin riktiga verklighet, dit monstret Clark Luthor skickades. Följderna blir värre när Lionel följer efter Clark in i verkligen när han väl lyckas. |    |                  |                   |                                       |                   |                |
| 207 | 11 | "Icarus"         | Mairzee Almas     | Genevieve Sparling                    | 10 december 2010  | 3X6011         |
| Vigilante Registration Act är i full gång och saker och ting ändras dramatiskt när en grupp människor attackerar Oliver Queen efter att han stoppat ett rån. Clark upptäcker att människorna som anföll Oliver har blivit märkta med samma Omega-märke som Slade Wilson. Efter att Slade Wilson återvänder och kidnappar Lois slår sig Clark, Carter Hall och Courtney Whitmore ihop och ger sig ut på ett räddningsuppdrag. För att hindra Wilson att begå ännu fler onda gärningar spärrar Clark in honom i Spökzonen tills allt är över. VRA hämnas med att söva ner Justice League under Carter Halls begravning i Egypten. |    |                  |                   |                                       |                   |                |
| 208 | 12 | "Collateral"     | Morgan Beggs      | Jordan Hawley                         | 4 februari 2011   | 3X6012         |
| Clark, Lois, Oliver och Dinah blir frisläppta av VRA efter att ha blivit tillfångatagna på Carter Halls begravning i Egypten men alla får tillbakablickar av Chloe som håller dem mot sin vilja. Chloe återvänder men Dinah är nu inte så säker på Chloe och säger att Chloe inte längre går att lita på, då hon kan vara en förrädare. Oliver struntar i Dinahs varning och den enda på Dinahs sida blir Clark, som nu inte heller vet om han kan lita på Chloe, då hon försvann utan någon förklaring. Allt visar sig bara vara illusioner och Oliver och Chloe gör allt för att få resten att inse det. För att skydda deras kroppar tar Chloe hjälp av Rick Flag och Deadshot. |    |                  |                   |                                       |                   |                |
| 209 | 13 | "Beacon"         | Michael Rohl      | Don Whitehead & Holly Henderson       | 11 februari 2011  | 3X6013         |
| Clark blir förvånad när Martha Kent dyker upp på en demonstration mot VRA och håller ett tal. Det blir ännu mer skräckinjagande när Martha, till Clark och Lois förskräckelse blir skjuten i direktsändning på tv. Lionel Luthor avslöjar sig själv i media och tar tillbaka Luthor Corp från Tess och Oliver. Lois och Chloe bestämmer sig för att muntra upp Clark med att visa honom olika filmer på nätet där fans till hjältarna visar sitt stöd till The Blur. Lionel börjar smida värre planer när han hittar en föråldrad tonårig Alexander. |    |                  |                   |                                       |                   |                |
| 210 | 14 | "Masquerade"     | Tim Scanlan       | Bryan Q Miller                        | 18 februari 2011  | 3X6014         |
| Oliver och Chloe blir av misstag förväxlade med FBI-agenter som följer Desaads senaste linje av mord, och Oliver och Chloe fångas av Desaads följeslagare. Väl infångade försöker Desaad infektera Chloes sinnen med den mörka kraften. Under tiden berättar Lois att Clark måste vara mycket försiktigare med sin hemliga identitet, och föreslår en ny förklädnad. |    |                  |                   |                                       |                   |                |
| 211 | 15 | "Fortune"        | Christopher Petry | Anne Cofell Saunders                  | 25 februari 2011  | 3X6015         |
| Efter att Zatanna skickat en magiskt förtrollad champagneflaska till Clark och Lois för deras svensexa och möhippa slutar allt med att alla får en blackout och vaknar upp nästa morgon och kan inte minnas något från festnatten. Lois upptäcker att hon tappat sin förlovningsring och drar med sig Oliver tillbaka till Fortune Casino, där Lois tror hon kan ha tappat den. De springer båda in i Amos Fortune, ägaren till kasinot. Amos Fortune anklagar sedan Lois, Oliver och Emil Hamilton för att ha stulit pengar från honom. Under tiden berättar Clark för Chloe att han har ett minne där han stjäl en bepansrad lastbil. |    |                  |                   |                                       |                   |                |
| 212 | 16 | "Scion"          | Al Septien        | Al Septien & Turi Meyer               | 4 mars 2011       | 3X6016         |
| Tess bestämmer sig för att låta Clark och Lois ta hand om Alexander, då han nu visat att han inte bara är en klon av Lex, utan också av Clark. Motvilligt går Lois med på det, och börjar i allians med Tess rota fram hemliga dokument som kan få Lionel på fall. Lionel lurar Alexander att ta på sig den röda kryptonit-ringen som Clark fick på gymnasiet. Med hjälp från Clark får han av den igen, och bosätter sig hos Clark och Lois på Kent Farm under namnet Conner Kent. Lionel besöker Lex grav och blir överraskad när han träffar på en manifesterad Darkseid. |    |                  |                   |                                       |                   |                |
| 213 | 17 | "Kent"           | Jeannot Szwarc    | Genevieve Sparling                    | 15 april 2011     | 3X6017         |
| Clark hittar ytterligare en spegellåda i ladan och blir anfallen av Clark Luthor. Luthor skickar Kent tillbaka till den parallella världen där Clark möter en mycket argsint Jonathan Kent. I verkligheten säger Clark Luthor till Tess att om hon inte samarbetar så kommer hon att dö. Lois ber Emil Hamilton att hjälpa henne att få Clark tillbaka till verkligheten så Luthor kan försvinna. |    |                  |                   |                                       |                   |                |
| 214 | 18 | "Booster"        | Tom Welling       | Geoff Johns                           | 22 april 2011     | 3X6018         |
| Efter allt som har med VRA att göra bestämmer sig Lois för att göra "Clark Kent" till en skygg och klumpig person så att folk inte misstänker att han är The Blur. Både Lois och Clark blir överraskade när en statushungrande superhjälte från framtiden, Booster Gold, kommer till Metropolis. Genast börjar han rädda människor och fjäskar för pressen och får hela Metropolis uppmärksamhet. Booster påbörjar samtidigt en kampanj för att ta titeln "Världens bästa superhjälte" ifrån Clark. Han försöker charma Lois så att hon skriver en artikel om honom, men hon sätter samtidigt igång en kampanj till The Blurs ära. Under en av Boosters räddningar faller ett utomjordiskt vapen i form av en skarabé ner på marken och förenar sig med en pojke kallad Jaime Reyes och förvandlar honom till Blue Beetle. Oturligt nog är inte Jaime stark nog att kontrollera krafterna och de löper amok i Metropolis.                               |    |                  |                   |                                       |                   |                |
| 215 | 19 | "Dominion"       | Justin Hartley    | John Chisholm                         | 29 april 2011     | 3X6019         |
| General Slade Wilson har återvänt ifrån Spökzonen och hittas på en väg. Tess får reda på detta och berättar för Clark att någon har fått tillgång till Spökzonens in- och utgångar. Clark bestämmer sig för att utreda saken och se till att inga andra fångar flyr därifrån genom att själv åka hit. Han blir själv rasande när Oliver tvingar sig med på resan. Utan några krafter blir duon infångade av Zoners, ledda av ingen mindre än Zod, som är ilsken över att han blev ditskickad av Clark. Samtidigt får Lois reda på att Clark har delat med sig en hemlighet till Tess utan att hon själv fått någon information om hemligheten. |    |                  |                   |                                       |                   |                |
| 216 | 20 | "Prophecy"       | Mike Rohl         | Bryan Q Miller & Anne Cofell Saunders | 6 maj 2011        | 3X6020         |
| Clark bestämmer sig för att ta med Lois till Ensamhetens Fort för att be om Jor-Els välsignelse till deras giftermål. Jor-Els respons är att han tar bort Clarks krafter och ger dem till Lois, så hon kan se hur det är att vara Clark för en dag. Oturligt nog återvänder Winslow Schott/Toyman till Metropolis och nu är det upp till Lois att stoppa honom. Under tiden söker Oliver efter Bow of Orion, det enda som enligt Carters journal kan ta bort Omega-märket i hans panna men samtidigt stöter han på Kara, vars uppgift också är att stoppa Darkseid. Granny Goodness är också på jakt efter Bow of Orion. |    |                  |                   |                                       |                   |                |
| 217 | 21 | "Finale, Part 1" | Kevin Fair        | Al Septien & Turi Meyer               | 13 maj 2011       | 3X6021         |
| Slutet närmar sig. Clark och Lois bröllopsdag är här men Lois står fast vid sitt ord att inte gifta sig med Clark, då hon hindrar honom från att uppfylla sitt öde. Oliver och Chloe hälsar på från Star City, Martha kommer hem från Washington och Jonathan återvänder från andevärlden. Chloe lyckas få Lois att inse att hon är Clarks värld och Lois och Clark gifter sig. Tess blir kidnappad av Lionel Luthor för att ta hennes hjärta till Lexs kropp. Tess lyckas fly och skjuter Lionel. En döende Lionel träffar på Darkseid som tar Lionels hjärta, ger det till Lex och tar över Lionels kropp. Apokolips närmar sig Jorden och Oliver misslyckas att utföra det dåd han fick i uppgift av Granny Goodness, Desaad och Godfrey, att få Clark att tappa sina krafter med guldkryptonit. Oliver blir sitt normala jag och Clark får av Martha och Jonathan rådet att söka upp Jor-El. Del 1 av 2 i finalen av Smallville. Be There. Believe. |    |                  |                   |                                       |                   |                |
| 218 | 22 | "Finale, Part 2" | Greg Beeman       | Brian Peterson & Kelly Souders        | 13 maj 2011       | 3X6022         |
| Med Tess försvunnen måste Clark nu hitta henne. På Luthor Mansion stöter han dock på Lex Luthor som delar med sig av sina kunskaper till Clark för att stoppa Darkseid. Oliver konfronterar Granny Goodness, Desaad och Godfrey och planeten Apokolips börjar närma sig och riskerar att krascha in i Jorden. Lois smyger sig ombord på Air Force One för att övertala försvarsministern att inte försöka spränga Apokolips med kärnvapnen. Clark konfronterar Darkseid som tagit över Lionels zombiefierade kropp. Med hjälp av Jonathan och Jor-El lär Clark sig flyga och får Superman-dräkten och stoppar Apokolips från att krascha in i Jorden. Del 2 av 2 i finalen av Smallville. Be There. Believe. |    |                  |                   |                                       |                   |                |